# Geschiedenis van Den Haag

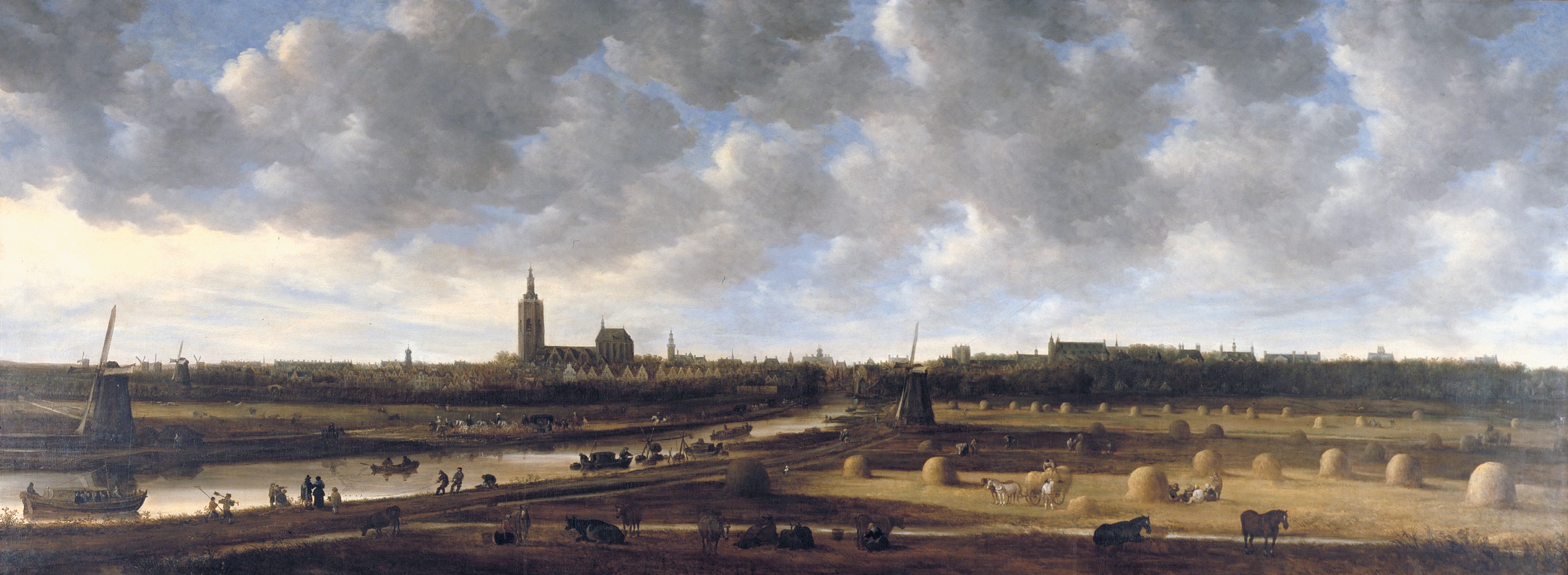
Gezicht op 's-Gravenhage vanuit het Zuid Oosten (1650) door Jan van Goyen

In dit artikel wordt de geschiedenis van Den Haag beschreven.

## Oudheid en Romeinse tijd

Situatie in de 2e eeuw na Chr. in het gebied tussen de Rijn en Maasmonding.

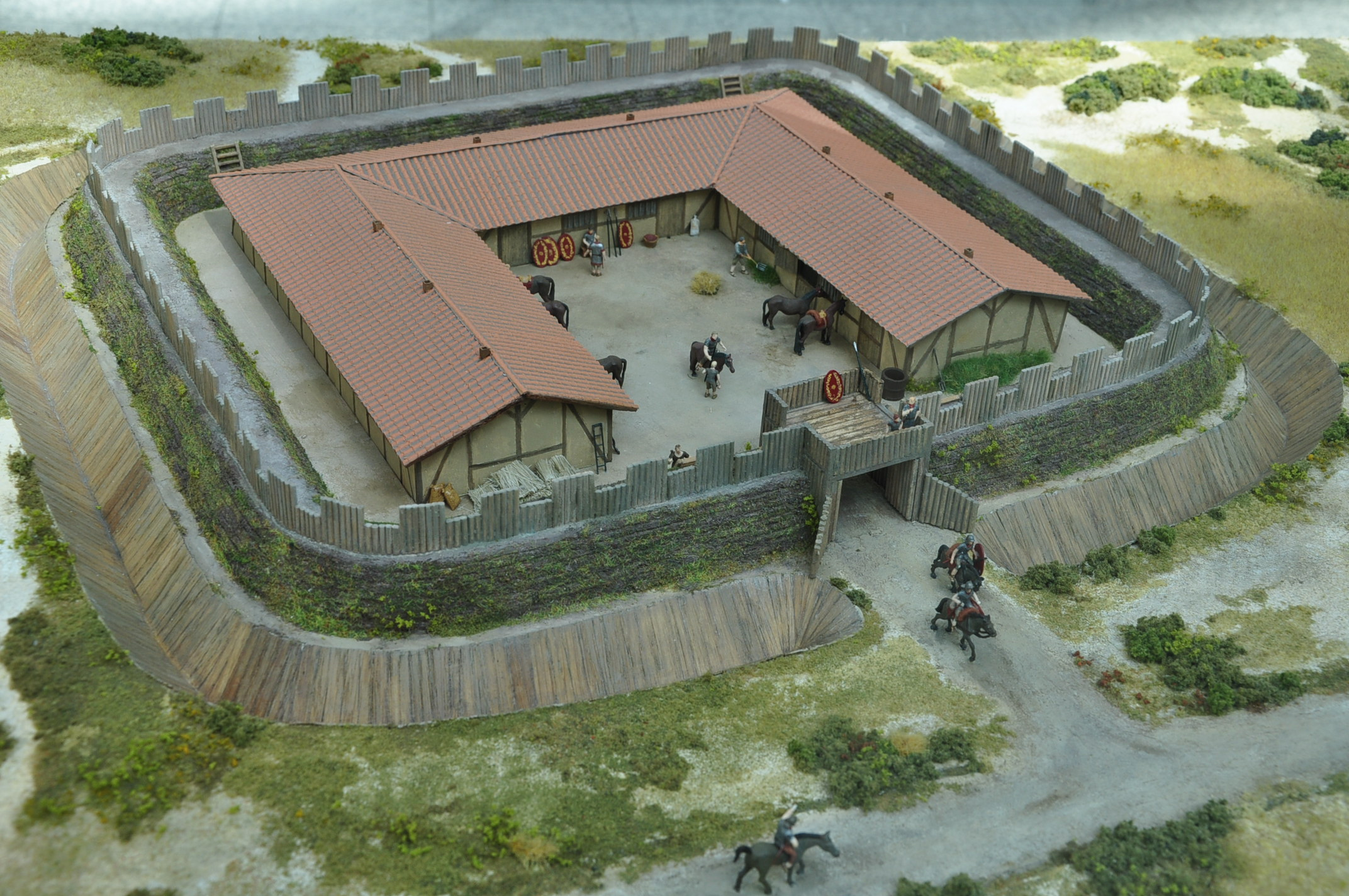
Romeins fort bij Ockenburgh, 3D modeltekening

In het Haagse gebied woonden al vroeg mensen, lang voordat er sprake was van een dorp met de naam Den Haag. De oudste archeologische vondsten gedaan in de omgeving van het Binnenhof dateren uit het Neolithicum, circa 3000 v.Chr.; zo werd in 1912 bij een verbouwing van Grand Hotel Central aan de Lange Poten, nu onderdeel van het Tweede-Kamercomplex, een gave vuurstenen vuistbijl gevonden, waarvan de gebruikers ingedeeld kunnen worden bij de Vlaardingencultuur. In de omgeving van de Grote of Sint-Jacobskerk en op het Lange Voorhout, zijn akkerlagen gevonden die dateren uit de Bronstijd. Ook aan de Van Hogenhoucklaan in de wijk Benoordenhout werden sporen gevonden uit de Bronstijd en de periode die daarop volgde, de IJzertijd. Er werden op die plek aardewerkscherven aangetroffen uit de Hilversumcultuur en akkersporen uit de IJzertijd.
Rond het begin van de jaartelling werd het kustgebied bij Den Haag bewoond door de Germaanse stam der Cananefaten; het gebied tussen de monding van Maas en Rijn was toen een deel van Germania Inferior, het noordelijkste deel van het Romeinse Rijk op het Europese vasteland. In de 2e eeuw na Chr. lag er in de duinen aan de zuidrand van het (huidige) Den Haag een klein Romeins fort met een bijbehorende nederzetting, de zgn. Vicus van Ockenburgh. Dit fort lijkt te zijn gebruikt van het jaar 150 tot ca. 180 na Chr. en had een rol in de verdediging van de kust tegen invallen van plunderaars vanuit zee. Ockenburgh is de grootste vindplaats van Romeinse resten in Den Haag; er werd al in de late jaren 1920 archeologisch onderzoek verricht. Ook bij de Scheveningseweg heeft mogelijk een Romeins fort gestaan. Bij opgravingen langs die weg in de jaren negentig werden sporen van bewoning gevonden, die dateerden uit de periode tussen het einde van de 2de eeuw na Chr. en 240 na Chr. De vondsten kwamen overeen met die van een vicus in de nabijheid van een (bescheiden) fort. Het fort zelf werd op die plek niet aangetroffen. Dit fort stond waarschijnlijk via een weg in verbinding met het Forum Hadriani, de grootste Romeinse stad in deze regio, gelegen in het huidige Voorburg. 
In de Haagse binnenstad zijn op meerdere locaties tijdens opgravingen resten van de lange voorgeschiedenis van Den Haag aangetroffen. Aan de Dagelijkse Groenmarkt (1979), in de Annastraat (1991) en Nobelstraat (1995) bevinden zich sporen die aantonen dat er zowel in de late ijzertijd als de Romeinse tijd werd gewoond en gewerkt op de plek waar later het dorp Den Haghe zou ontstaan.
In 1997 werden in de wijk Wateringse Veld vier Romeinse mijlpalen aangetroffen en de sporen van een Romeinse weg. De palen zijn gewijd aan vier verschillende keizers en beslaan gezamenlijk een periode van iets minder dan honderd jaar. De oudste paal dateert uit 151 na Chr. en is gewijd aan Antoninus Pius en de meest recente paal, gewijd aan Gaius Decius, is geplaatst in 250 na Chr. De vondst geeft aan dat in elk geval in 250 na Chr. de Haagse regio nog steeds bevolkt was en onder invloed van de Romeinen stond. Aan de Lozerlaan, ter hoogte van de Erasmusweg in zuidoost Den Haag, was vanaf het eind van de 1ste eeuw tot in de 3de eeuw een inheems-Romeinse nederzetting. Daar bevond zich tevens een cultusplaats.

## Middeleeuwen

### Vroege middeleeuwen
Over de geschiedenis van Den Haag in de vroege middeleeuwen zijn bijna geen gegevens voorhanden. Door archeologisch onderzoek is duidelijk geworden dat er in de 6e eeuw mensen in het gebied leefden. In de Solleveld duinen en Ockenrode in het zuiden van Den Haag werd een Merovingisch grafveld aangetroffen dat gedateerd wordt tussen 550 en 650, met daarin onder meer een wapengraf met een uitgebreide wapenset en een graf in de vorm van een boot, waarvan de wanden met scheepshout bekleed waren, bevestigd met klinknagels. In de buurt van het grafveld is de nederzetting Ockenburgh uit dezelfde tijd bekend, in de omgeving van de Johan van Oldenbarneveltlaan en de Frankenslag. Het maakte deel uit van Frisia, een reeks gewesten dat zich langs de kust uitstrekte van de Scheldemonding in het zuiden tot Denemarken in het noorden. Het is een gebied waar Angelsaksische invloed merkbaar is. Ook zijn sporen gevonden van een nederzetting uit de 9e-10e eeuw aan de Ereprijsweg ter hoogte van natuurgebied Wapendal.

### Hoge middeleeuwen

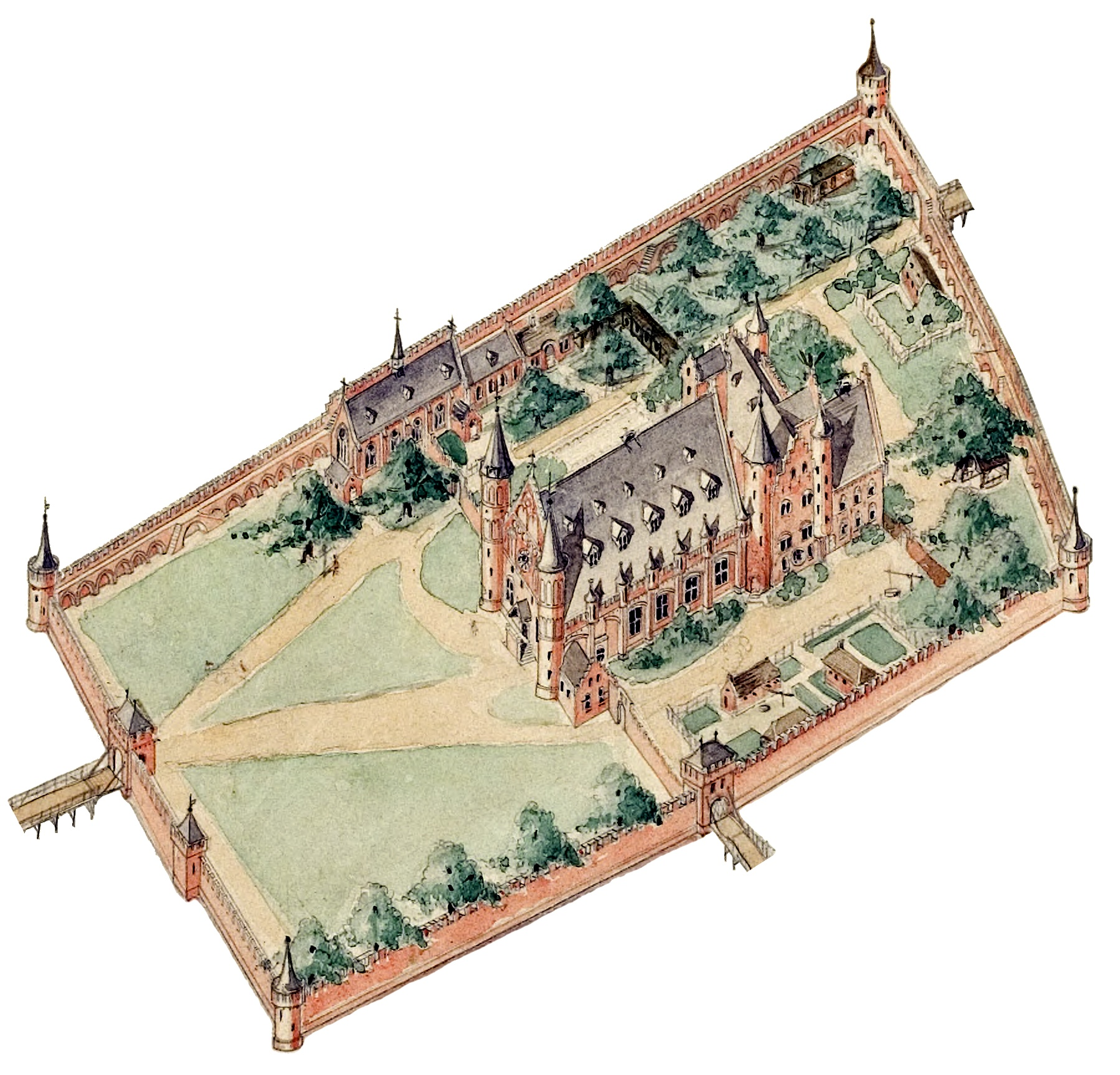
Het grafelijk kasteel met ridderzaal en hofkapel, te Den Haag, in ca. 1280. Reconstructie door Cornelis Peters.

Ten tijde van de hoge middeleeuwen werden de fundamenten voor de huidige stad gelegd. Over het ontstaan zelf is niet veel bekend. Graaf Floris IV van Holland kocht even vóór 1230 een zogenaamd 'Hof' welke had toebehoord aan een zekere vrouwe Meilendis. De koopakte is niet bewaard gebleven, maar wel een akte van 15 november 1229, waarin heer Dirk van Wassenaer zijn bezit van de rechtspraak over het hof van wijlen vrouwe Meilendis, verkoopt aan graaf Floris IV, inclusief alle aanwezige “mannen en hoevenaars”. Overigens wordt in de akte niet over een specifieke locatie gesproken. Dat het hier om het gebied rondom het huidige Binnenhof moet gaan, is door historici afgeleid uit de combinatie met andere gegevens uit die tijd. Zo wordt geconcludeerd dat vrouwe Meilendis directe familie van Dirk van Wassenaer moet zijn geweest, aangezien het om haar nalatenschap ging, welke logischerwijs door haar erfgenaam werd verkocht. Meest waarschijnlijk was zij de weduwe van de vader van heer Dirk, Filips van Wassenaer. In opdracht van Floris IV wordt in de navolgende jaren (1230-1234) zijn hof in Loosduinen omgebouwd tot abdij met daarbij een nieuw gebouwde abdijkerk, welke verrijst in een bouwstijl die is geïdentificeerd als een vroege fase van de Scheldegotiek. Deze stijl is eveneens toegepast op het nieuwe grafelijke kasteel ter plaatse van wat later het Binnenhof zal gaan heten.
In 1948 werd het 700-jarig bestaan van Den Haag gevierd omdat Floris' opvolger, graaf Willem II, in 1248 zou zijn begonnen om dat eerste grafelijke verblijf om te bouwen tot een als bestuurscentrum bruikbaar kasteel, het Binnenhof. Kroniekschrijver Johannes de Beke beschreef het in de eerste helft van de veertiende eeuw als ...een coninclic palaes, daer hi van hoghen saken des rijcs te richten plach. Willem overleed in 1256, voordat zijn residentie voltooid was, maar zijn zoon Floris V zorgde ervoor dat de Ridderzaal voltooid werd, en voorzien van een verguld dak en torenspitsen. Rond het Binnenhof is later het dorp Den Haag ontstaan. De naam 'Haga' komt voor het eerst voor in een oorkonde van de graaf uit 1242.
De Ridderzaal en het Binnenhof werden versterkt, maar het dorp eromheen kreeg nooit stadsrechten, al bleef Den Haag residentie van de graven van Holland en hun opvolgers. Den Haag kon groeien als compromis tussen de Hollandse steden, maar diezelfde steden zorgden ervoor dat Den Haag geen vestingstad werd. De oppervlakte van Den Haag was aanzienlijk en omvatte behalve het dorp Die Haghe ook Haagambacht bestaande uit het vissersdorp Scheveningen, het Maria-bedevaartsoord Eikenduinen (thans begraafplaats Oud Eik en Duinen tussen Den Haag en Loosduinen), Halfloosduinen en de heerlijkheid Nieuwveen, dat thans Nootdorps grondgebied is.

### Late middeleeuwen

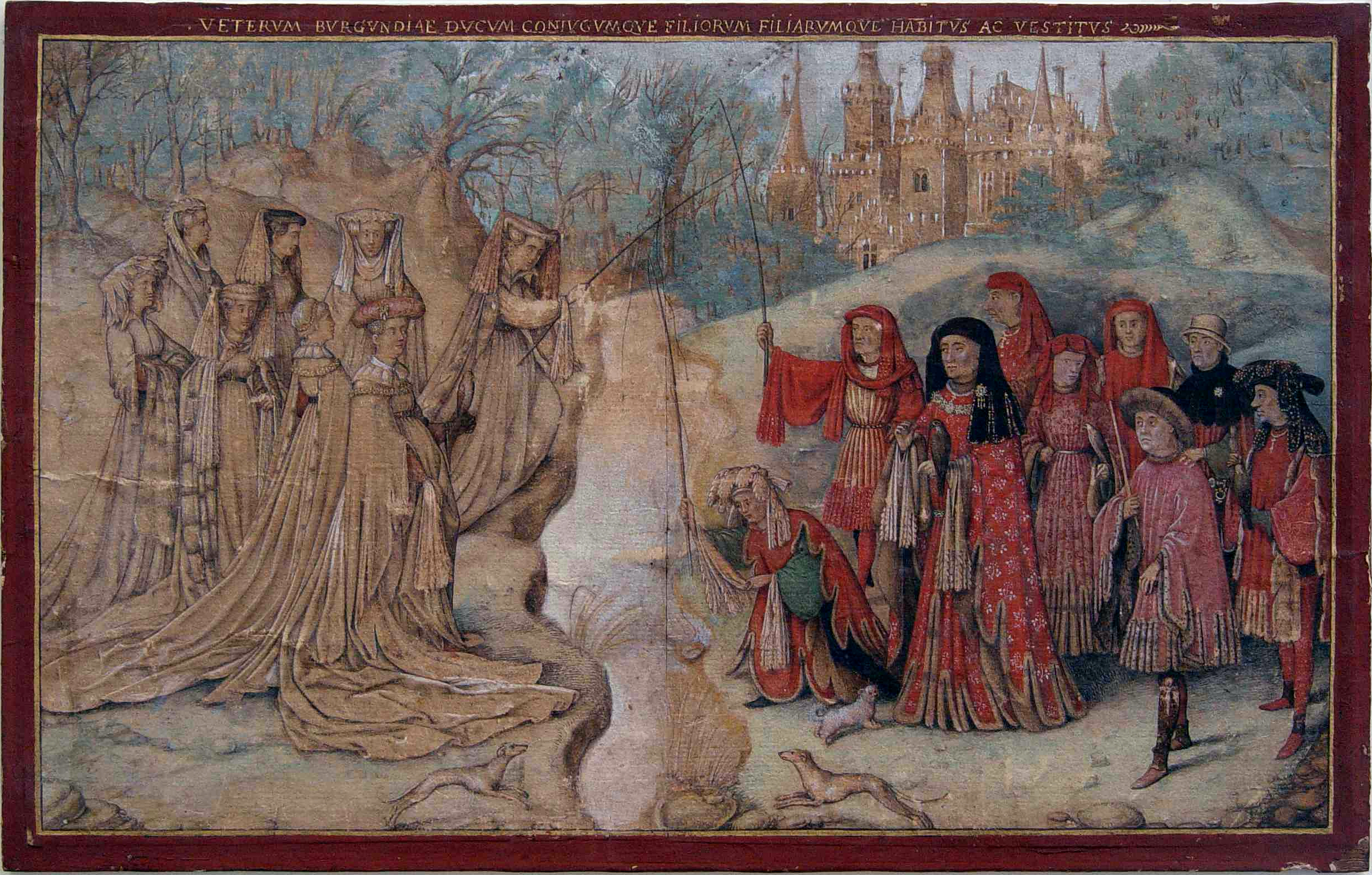
“De Vispartij”, een tekening uit ca. 1420, wordt tegenwoordig toegeschreven aan Jan van Eyck. Het werk geeft op de achtergrond waarschijnlijk het Binnenhof weer. Indien dit waar is, is het de oudste afbeelding van Den Haag. (Collectie Louvre, Parijs)

Ten tijde van de late middeleeuwen begint dankzij de aanwezigheid van het grafelijke hof een gestage groei van de bevolking van Den Haag. Al zeker omstreeks 1400 telde Den Haag enkele duizenden inwoners, waardoor het in feite eerder een stad dan een dorp was. Na een aanvankelijk houten dorpskerk, die werd gebouwd in de dertiende eeuw, volgde in de veertiende eeuw een grote stenen kerk, die in de vijftiende eeuw verder werd vergroot, waardoor deze de omvang van een stadskerk kreeg, met een 92,5 meter hoge kerktoren.
Graaf Willem III van Holland gaf Den Haag in 1334 toestemming voor een eigen jaarmarkt. In 1344-1345 werd het Spui in opdracht van Willem IV van Holland, door het graven van het kanaal de Haagse Trekvliet, verbonden met de Vliet, hetgeen zorgde voor een waterverbinding met Delft en Leiden. Hierdoor kon de handel verder groeien. Onder de regering van hertog Albrecht van Beieren, als graaf van Holland, kreeg Den Haag een aantal belangrijke stedelijke rechten. Zo mocht het dorp vanaf 1370 een eigen rechtbank hebben en voortaan haar eigen keuren (verordeningen) vaststellen. Tevens mochten de inwoners zich vanaf dat jaar burgers noemen, een typisch stedelijk voorrecht. In 1391 verleende de graaf toestemming om een eigen vroedschap te kiezen en er mocht een lokaal bestuur worden gevormd, onder voorzitterschap van de baljuw.

Plan uit ca. 1530 voor ommuring van Den Haag. Werd niet uitgevoerd.

Niet alleen ontwikkelde Den Haag zich in haar lokale bestuur, ook andere aspecten van een stedelijk karakter ontstonden. Zo stichtte graaf Albrecht eind veertiende eeuw de Sint-Jorisschutterij, in de vijftiende eeuw gevolgd door de Sint-Sebastiaansschutterij. Zij hadden aanvankelijk militaire- en politietaken, maar zouden in later eeuwen steeds meer het karakter van chique sociëteiten krijgen. Ook in economisch opzicht was graaf Albrecht een belangrijke figuur in de Haagse geschiedenis, doordat hij in 1373 tolvrijheid verleende, hetgeen inhield dat Haagse kooplieden in Holland voortaan nergens tolgeld hoefden te betalen. Er ontwikkelde zich een lakennijverheid en andere typisch stedelijke nijverheden, gevolgd door hun vakorganisaties, de gilden. En, hoewel officieel niet toegestaan door de Staten van Holland, werden er enkele bierbrouwerijen opgericht, met steun van het stadsbestuur. Niet alleen ambachtslieden en handelaars vestigden zich in Den Haag; het grafelijk hof trok ook edellieden en enkele kunstenaars aan. De hogere klassen vestigden zich vooral rondom het Lange Voorhout, waar zij aanzienlijke woningen bouwden. Men trof, soms versterkte woningen aan, waaronder die van de adellijke geslachten Van Borssele, Brederode, Brunswijk, Egmont, IJsselstein, Van der Mark, Van Montfoort en Van Wassenaer. Een van de eerste bekende kunstenaars die door het hof werd aangetrokken, was de schilder Jan van Eyck. De regerende graaf van Holland, hertog Jan van Beieren, haalde hem naar zijn Haagse residentie rond 1420, waar hij Van Eyck aanstelde als zijn hofschilder.
Het hofleven leverde Den Haag incidenteel ook pracht en praal op. Nadat hertog Karel de Stoute, die heerste over grote delen van de Nederlanden en Bourgondië, de in 1467 overleden Filips de Goede opvolgde als graaf van Holland, liet hij zich op 21 juli 1468 inhuldigen in Den Haag. De hertog had een gevolg van 250 personen bij zich en de Haagse herbergen waren dan ook overvol. Vertegenwoordigers van 21 Hollandse steden kwamen in de Ridderzaal hun eed van trouw aan de nieuwe landsheer zweren. Op zijn beurt bevestigde de hertog de rechten en vrijheden van een aantal steden. Ook 10 kleine plaatsen uit West-Friesland hadden vertegenwoordigers gestuurd, misschien hoopten zij op nieuwe gunsten. Daarnaast kwamen er 56 edellieden, elk met hun gevolg, alsmede 11 baljuws van Hollandse- en West-Friese baljuwschappen. Karel de Stoute hoorde, gekleed in vol ornaat, klachten aan van een ieder die zich bij hem aanmeldde en ontving vele verzoekschriften, die hij meestal doorverwees naar een van zijn vele ambtenaren. Op 22 juli vertrok de hertog om in Haarlem nogmaals te worden gehuldigd en enkele andere steden te bezoeken. Op 28 juli keerde hij terug in Den Haag voor enkele ontvangsten, waarna hij op 30 juli vertrok naar Brussel.
Een stad placht in die tijd een verregaande mate van zelfbestuur te hebben, maar de graven van Holland (en later hun opvolgers, de hertogen van Bourgondië en de Habsburgers) verkozen het om het in hun eigen residentie zelf voor het zeggen te blijven hebben. De baljuw, door hun aangesteld, bleef voorzitter van het lokale bestuur, hoewel er een steeds grotere mate van autonomie ontstond. Dat Den Haag, ondanks haar belang als bestuurscentrum en ondanks de aanzienlijke groei van haar bevolking en economie, niet alle stadsrechten ontving, bracht gevaren met zich mee. Zo ontbraken verdedigingswerken geheel. Vanaf het platteland kon iedereen ongehinderd de Haagse straten binnenlopen. Aan het eind van de langdurige Hoekse en Kabeljauwse twisten werd Den Haag, niet beschermd door wallen en singels, in juli 1479 ingenomen en geplunderd door Wolfert VI van Borselen en Reynier van Broeckhuysen. In 1489 werd Den Haag wederom het slachtoffer van deze twisten, toen Frans van Brederode tijdens de naar hem vernoemde Jonker Fransenoorlog met zijn troepen plunderend door Holland trok en Den Haag brandschatte. Ondanks de roerige tijden was de bevolking van Den Haag verder gegroeid tot zo'n achtduizend zielen.

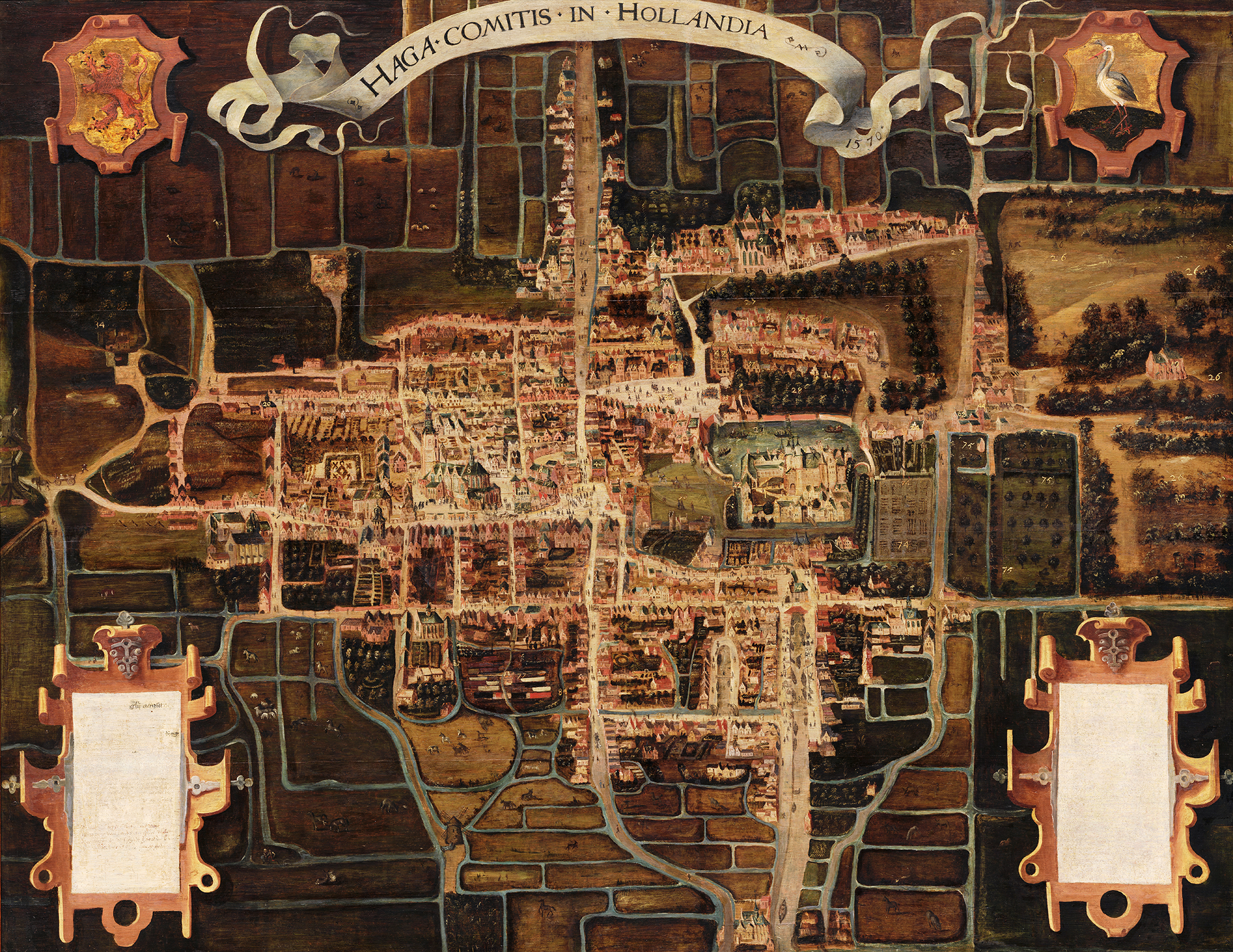
Den Haag rond 1570. Reproductie van een oudere kaart (Cornelis Elandt, 1658)

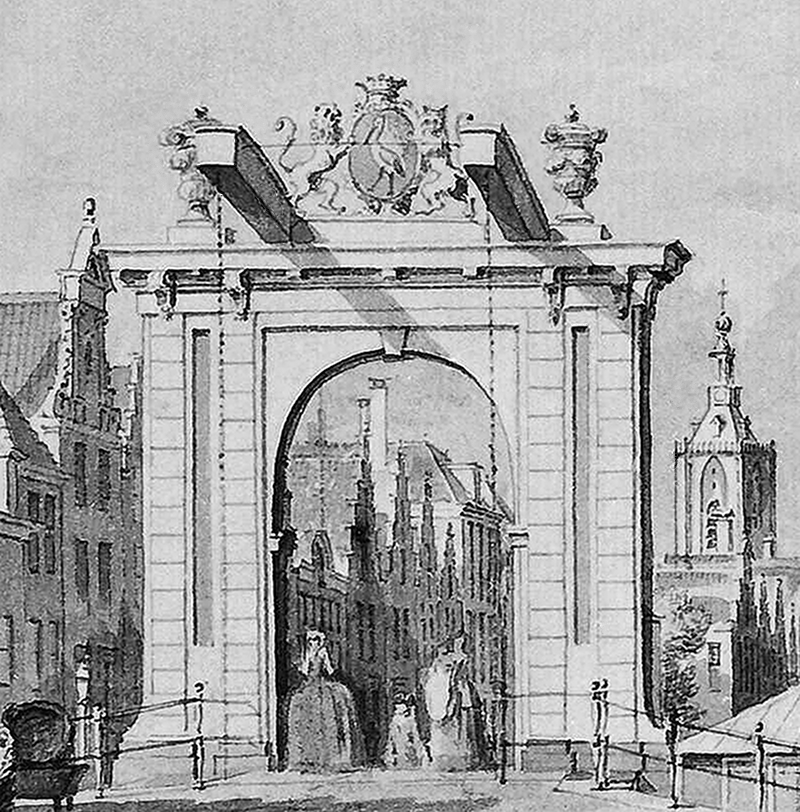
Ophaalbrug op de Haagse Wagenbrug

## Vroegmoderne Tijd
Ondanks verscheidene malen te worden getroffen door grootschalig geweld, zal Den Haag de volgende eeuw afsluiten met een toegenomen inwoneraantal en een omvangrijkere bedrijvigheid. Zo wordt het boek “Die wandelinghe der bloemen” in 1518 gedrukt in Den Haag door Hugo Jansz. van Woerden. Daarmee heeft de boekdrukkunst ook Den Haag bereikt.

### Inval Gelderse troepen
In 1528 werd Den Haag overvallen door de Gelderse veldheer Maarten van Rossum. Nadat er door zijn manschappen plunderingen waren gepleegd in het dorp buiten het grafelijk kasteel, wist het dorp verdere schade te beperken door een brandschatting overeen te komen met de veldheer. Hierdoor werd afgekocht dat er ook brandstichtingen zou plaatsvinden. Desalniettemin was er toch sprake van behoorlijke schade, aangezien de soldaten niet zachtzinnig te werk waren gegaan. Veel zaken die geen verkoopwaarde hadden werden in de grachten geworpen. Dit lot trof vele documenten, waaronder de hofadministratie, maar ook historische stukken van de plaatselijke schutterij, die daardoor zijn oprichtingspapieren verloor. Rond 1530 werden plannen gemaakt om Den Haag te ommuren, maar deze zijn nooit uitgevoerd.

### Reformatie en Spaanse bezetting
Den Haag onderging in 1566 tijdens de Reformatie haar lokale Beeldenstorm, waarbij in kerken en kloosters werd geplunderd, heiligenbeelden en veel gebrandschilderde ramen kapotgeslagen, maar ook familiewapens werden afgehakt van grafstenen van Katholieken. In 1576 kregen de Haagse Protestanten het lokale bestuur in handen, waarna in de volgende decennia geleidelijk het bezit van de Rooms-Katholieke Kerk zou worden onteigend.
Ook tijdens de beginjaren van de Tachtigjarige Oorlog werd Den Haag genadeloos geplunderd. Aangezien de plaats door het ontbreken van stadsmuren en stadswallen onverdedigbaar was, waren het Hof van Holland en de Hollandse Rekenkamer voor de veiligheid verplaatst naar Utrecht. Het dorp werd het Spaanse hoofdkwartier tijdens het Beleg van Leiden (1573-1574). Huizen werden niet langer onderhouden en in beslag genomen voor de inkwartiering van soldaten, die geen moeite deden om de huizen te sparen. Vele woningen werden onbewoonbaar en vervielen tot bouwvallen. Daarbovenop braken er epidemieën uit, terwijl de hygiënische omstandigheden slecht waren en er aan medische verzorging een groot tekort was. Den Haag raakte door dit alles nagenoeg ontvolkt. In 1575 was de Hollandse oorlogskas bijna leeg. De Staten van Holland stelden daarom voor om het Haagse Bos te kappen, zodat door verkoop van het hout geld kon worden verdiend. Het dorpsbestuur was daar fel op tegen, omdat het bos een belangrijke aantrekkingskracht vormde voor de vestiging van het landsbestuur en daarmee een cruciale rol speelde voor de toekomst van het dorp. Het bos was immers een exclusief jachtgebied. Door een aanzienlijke afkoopsom te betalen kon de vernietiging van het bos worden voorkomen. In 1576 werd in de Acte van Redemptie vastgelegd dat de Staten van Holland nooit meer een voorstel tot kap van het Haagse Bos zouden doen. De handtekening van stadhouder Willem van Oranje bekrachtigde het document.
Aanvankelijk had het er in de jaren 1580 nog om gespannen of het verwoeste Den Haag weer zou worden opgebouwd; de machtige stad Delft wilde in haar directe omgeving de opkomst van een gevaarlijke rivaal liever verhinderen, mede omdat de stad Delft wenste dat de Staten-Generaal zich blijvend in Delft zou vestigen. Uiteindelijk werd toch tot wederopbouw besloten. Nadat de Staten-Generaal zich, in 1583, in de Noordelijke Nederlanden hadden gevestigd, kwamen zij aanvankelijk in Middelburg bijeen. Vanaf 1585 werd Den Haag de vergaderplaats en ook de stadhouder besloot zich hier te vestigen.

### Den Haag krijgt burgemeesters
Tot 1559 werd het bestuur van Den Haag gevormd door een vroedschap (bestaand uit vierentwintig voorname burgers), een baljuw en een schout, die werden bijgestaan door zeven schepenen en een thesaurier. Op 16 november dat jaar gunde koning Filips II het recht om twee burgemeesters te hebben, die vanaf 1591 werden aangevuld door een derde. Ook krijgt het bestuur ondersteuning van een pensionaris. Aan het einde van de zestiende eeuw was er niet veel dat Den Haag nog deed verschillen van 'andere steden'. En, hoewel formeel nog steeds een dorp, ging het bestuur voortaan zelf spreken van de Den Haag als een stad. Het allerbelangrijkste voorrecht, een stem in de Staten van Holland, zou er echter nooit komen.

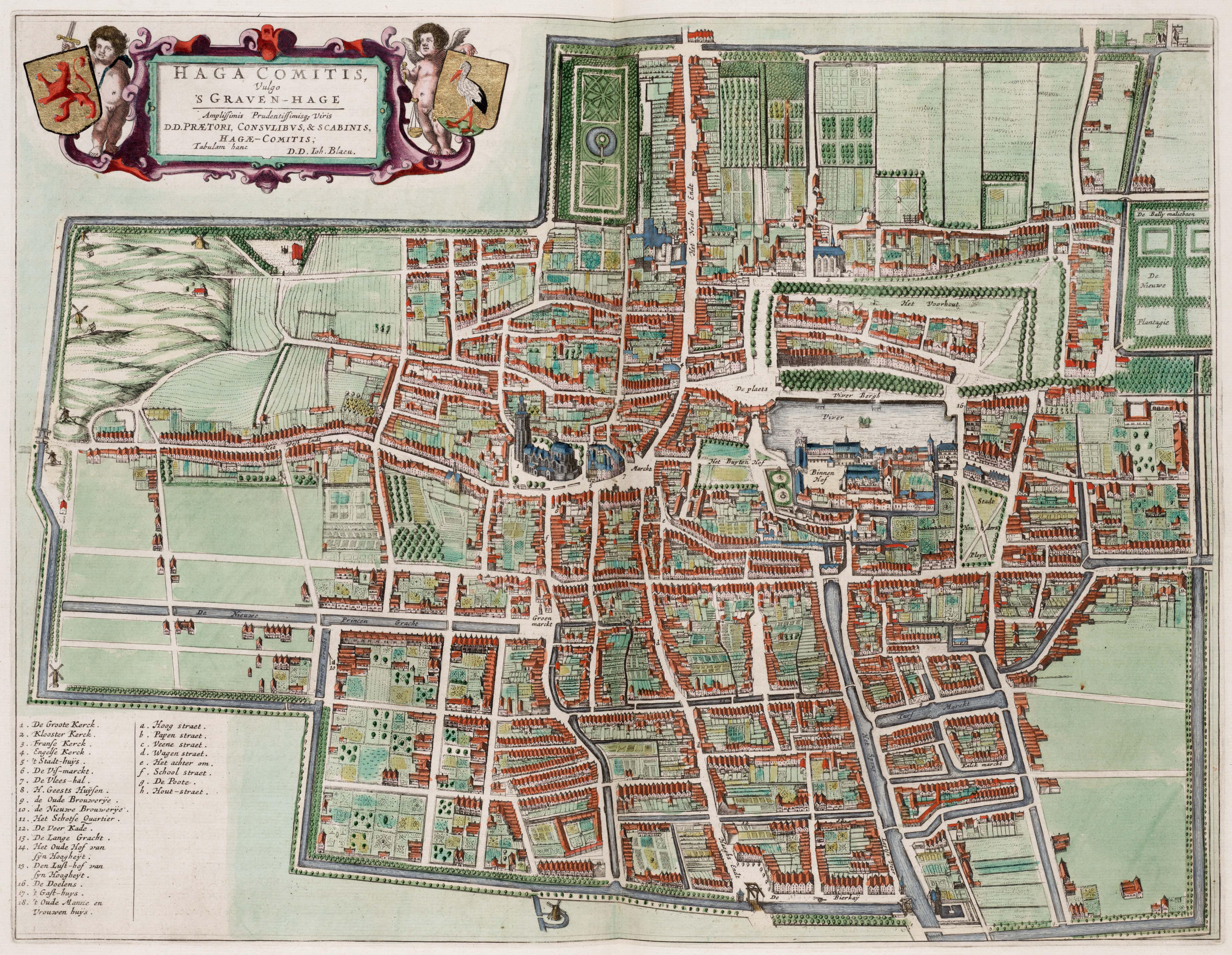
's Gravenhage in 1649 volgens Blaeu

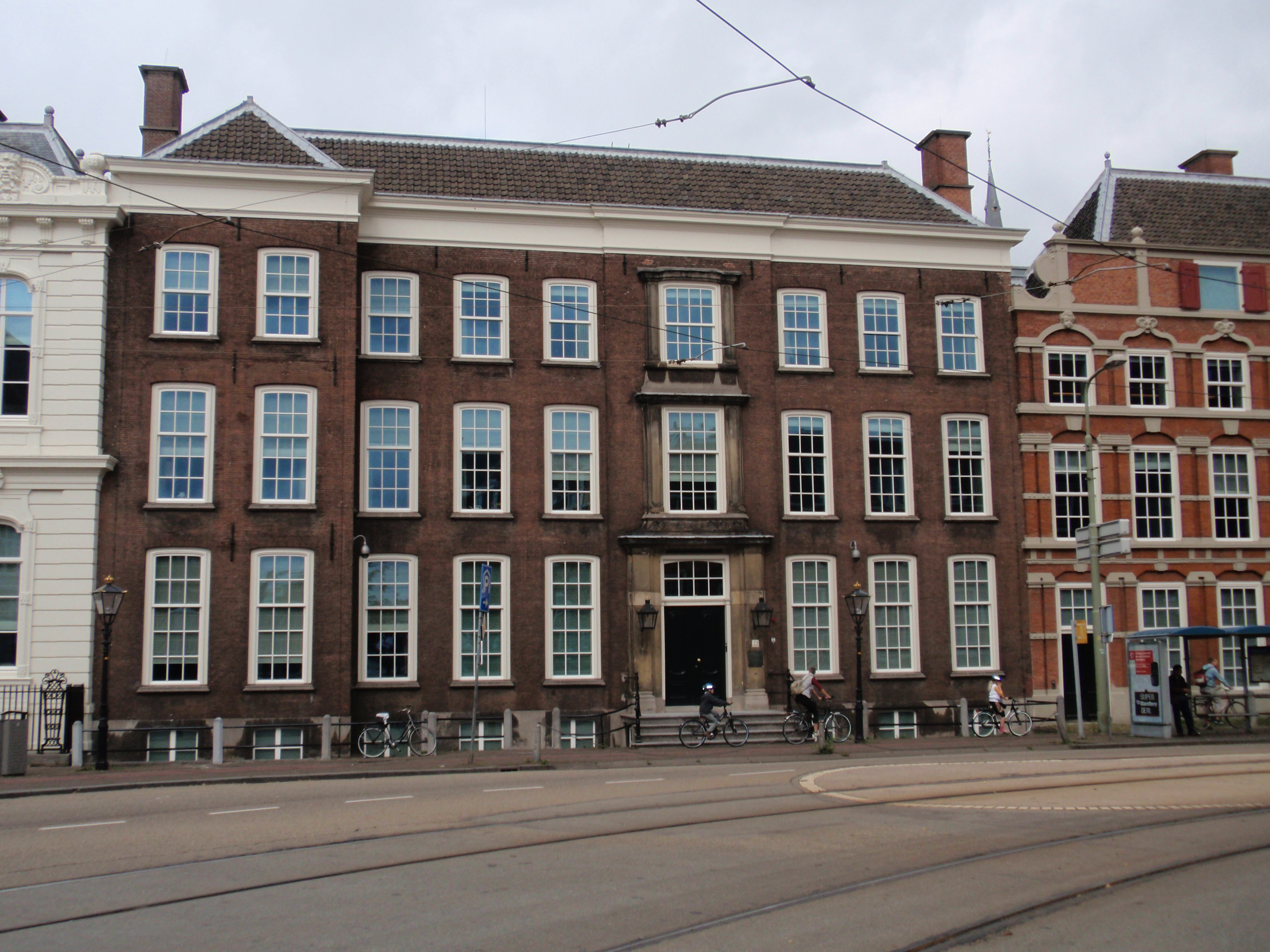
In Kneuterdijk 22 huisde ooit het “Logement van de Vijf Steden”

### Haagse Grachten
Tussen 1583 en 1600 werden er een aantal havens gegraven in de omgeving van het Spui, die functies kregen voor de overslag van vee, bier, wijn, hout, turf en het vervoer van personen met de trekschuit. Tijdens het Twaalfjarig Bestand maakte stadhouder Prins Maurits gebruik van de tijd, om zich te richten op het realiseren van een betere bescherming van Den Haag. In de eerste decennia van de 17e eeuw werd de stad daarom omgeven door de zogenoemde singelgrachten, die dienden als aanzet tot volledige vestingwerken. Men kon voortaan de stad beter beschermen door toepassing van ophaalbruggen, die elk werden bekroond met het Haagse stadswapen. Mogelijk was het overlijden van Prins Maurits in 1625, naast geldgebrek, een van de oorzaken dat deze vestingwerken nooit zijn voltooid. De groei van Den Haag zette niettemin door en in 1622 waren er 16.000 inwoners.

### Ontwikkeling als regeringscentrum

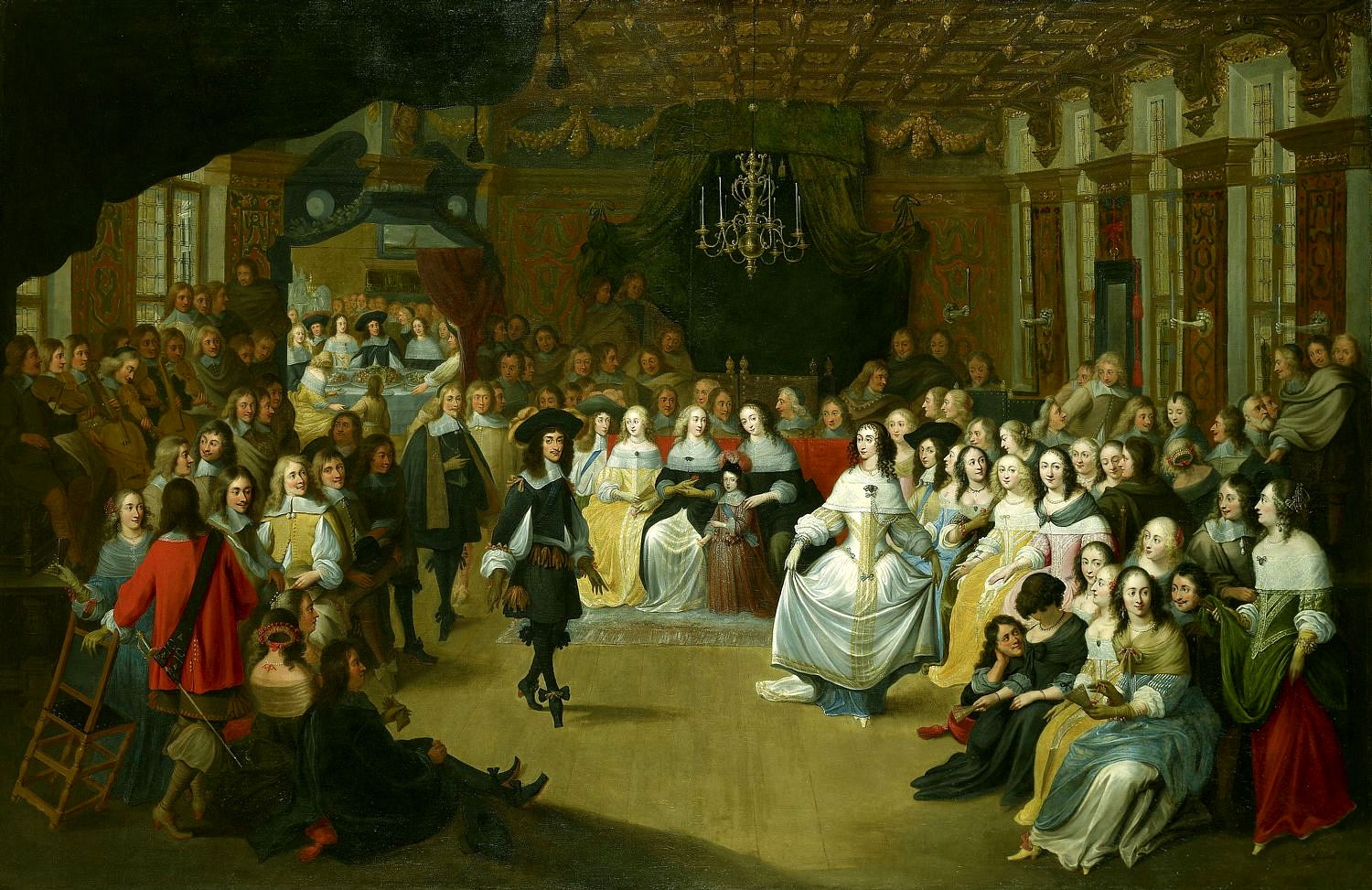
Koning Karel II van Engeland, die in ballingschap leefde, bezocht in 1660 Den Haag om politieke steun te verwerven, en financiering te vinden, voor zijn pogingen om zijn positie te herstellen. Voor zijn vertrek werd op 30 mei een afscheidsbal gegeven.

In de 17e eeuw zou de stad een belangrijke ontwikkeling doormaken als regeringscentrum van de Republiek der Zeven Verenigde Nederlanden. In deze periode was reizen moeilijk en tijdrovend. De vele delegaties en afgevaardigden voor de Staten-Generaal richtten daarom hun eigen comfortabele logementen in. De grote steden, zoals Amsterdam en Rotterdam, hadden hun eigen logementen, maar de kleinere steden richtten gezamenlijke logementen in. Een goed voorbeeld was de samenwerking vanaf 1636 door de steden Alkmaar en Enkhuizen. In 1640 lieten zij aan de Hofsingel een gezamenlijk onderkomen bouwen en in 1665 verhuisden zij naar een nieuw logement aan de nabijgelegen Praktizijnshoek (de latere Hofweg), dat de naam De Twee Steden zou dragen. In de negentiende eeuw werd het gebouw verbouwd tot luxehotel dat op zijn beurt in de jaren 1950 werd afgebroken. De steden Edam, Hoorn, Medemblik, Monnickendam en Purmerend vestigden zich ook samen in een logement, dat zich aan de Kneuterdijk bevond en het Logement van de Vijf Steden werd genoemd.
Een voorbeeld van een gunstige ontwikkeling als gevolg van de groei als regeringscentrum was de aanleg tussen 1653 en 1667 van de Scheveningseweg, waardoor de verbinding met Scheveningen niet langer via kronkelende duinpaden liep. Het was een initiatief van Constantijn Huygens, die ook het ontwerp maakte voor deze geplaveide weg, een van de eerste in de Nederlanden. Langs de Korte- en Lange Vijverberg en het Lange Voorhout verrezen vele kostbare woningen waar zich regenten en kooplieden vestigden. In het kielzog van hof, overheid en politiek trokken vele arbeiders, ambachtslieden en kunstenaars naar Den Haag.
Ook de internationale politiek deed haar intrede in de stad, toen in 1603 het Vergelijk van Den Haag, een vredesverdrag, hier werd ondertekend. Het maakte een einde aan de jarenlange opstand van de stad Emden tegen de graaf van Oost-Friesland. In het Verdrag van Den Haag van 1625, tussen Groot-Brittannië en de Republiek der Zeven Verenigde Nederlanden, werd afgesproken economische steun te geven aan Christiaan IV van Denemarken. In 1661 wordt de Vrede van Den Haag gesloten, tussen de Republiek der Zeven Verenigde Nederlanden en het Koninkrijk Portugal. Als prijs voor deze vrede deed de Republiek afstand van Nieuw-Holland (Nederlands-Brazilië), ten gunste van Portugal, dat op haar beurt een schadeloosstelling aan de Republiek betaalde. Met het sluiten van het Verdrag van Den Haag van 1698 hoopten Frankrijk, Groot-Brittannië en de Republiek der Zeven Verenigde Nederlanden tevergeefs de Spaanse opvolgingskwestie te regelen. Ook in de achttiende eeuw bleef Den Haag een centrum van internationale politiek. Verdragen uit de achttiende eeuw die in Den Haag werden gesloten, waren: 
- Het Verdrag van Den Haag van 1701, tussen Groot-Brittannië, het Heilige Roomse Rijk en de Republiek
- Het Verdrag van Den Haag van 1720, dat een einde maakte aan de Oorlog van de Quadruple Alliantie
- Het Verdrag van Den Haag van 1733, tussen Frankrijk, Groot-Brittannië en de Republiek, waarin werd afgesproken dat de Oostenrijkse Nederlanden geen oorlogsgebied in de Poolse Successieoorlog zouden worden
- Het Verdrag van Den Haag van 1795, een militaire alliantie, gesloten tussen de Franse Republiek en de Bataafse Republiek

Onderhandelingen en plechtigheden rondom internationale verdragen brachten politici en diplomaten uit vele landen naar Den Haag, die hier de lokale economie en het culturele leven verder deden opbloeien. Aan het eind van de 18e eeuw was het bevolkingsaantal opgeklommen tot ongeveer 40.000, waarmee dit "dorp" de op twee na grootste woonplaats in de Noordelijke Nederlanden was geworden (na Amsterdam en Rotterdam). Door de aanwezigheid van het stadhouderlijk Hof, de Staten-Generaal en buitenlandse diplomaten en adel, had Den Haag een veel aristocratischer karakter dan de meeste andere Nederlandse steden. Maar er was een groot contrast tussen de aristocratische wijk rondom het Binnenhof en Voorhout en de meer volkse delen van het "dorp".

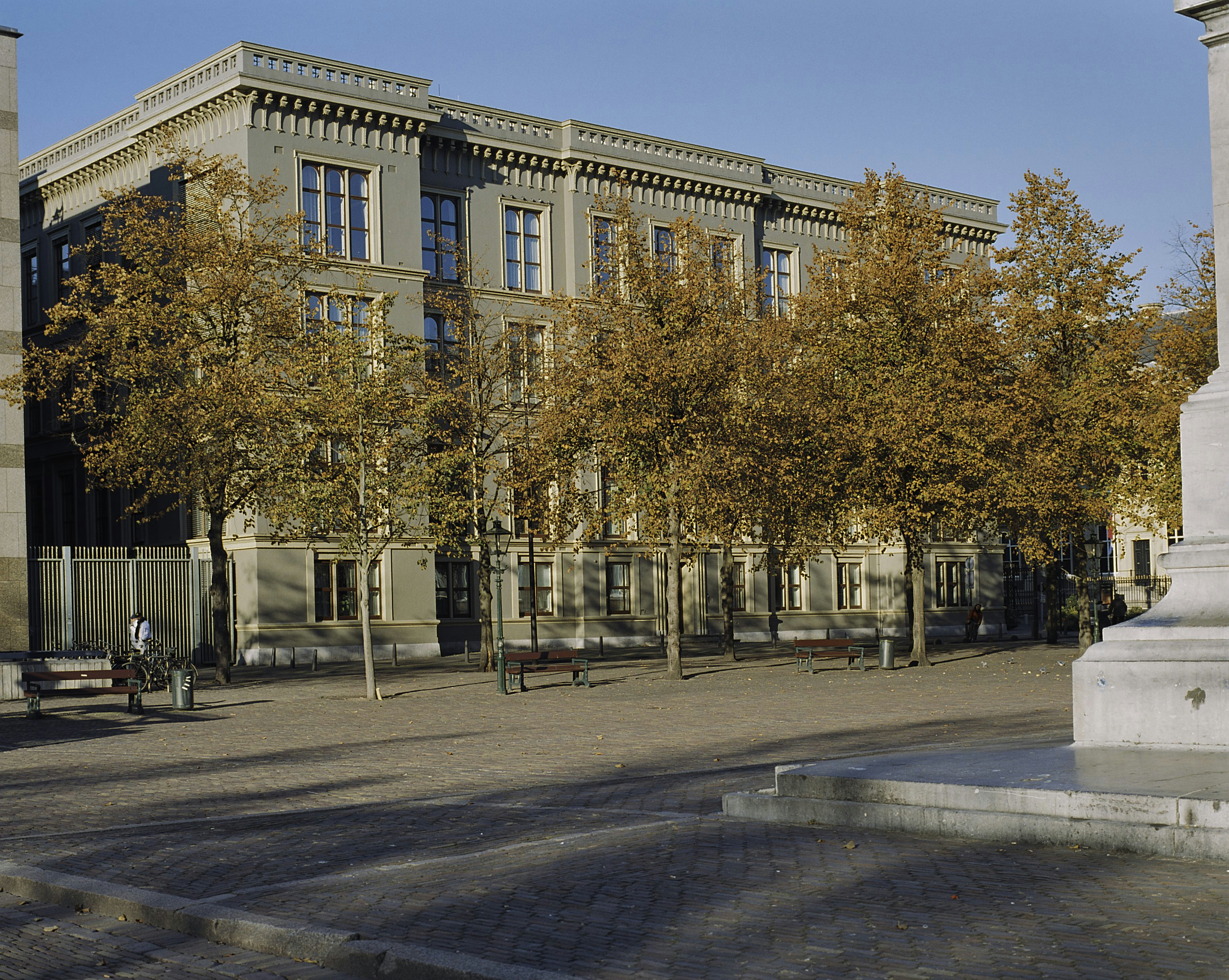
Gebouw van het voormalige Ministerie van Koloniën, gebouwd in 1859-1861, aan het Plein

## 19e eeuw
De negentiende eeuw in Den Haag werd gekenmerkt, net als in veel andere grote Nederlandse steden, door de industrialisatie van de lokale economie, een sterke bevolkingsgroei en de bijkomende problemen als het beheersen van de volksgezondheid in een overvolle stad. Als antwoord hierop werd in de negentiende eeuw onder meer geïnvesteerd in de aanleg van nieuwe woonwijken met koopwoningen of sociale woningbouw, in riolering, schoon drinkwater en verkeersinfrastructuur. Naast de komst van de spoorwegen met de ontwikkeling van de wijk rond HS zorgden het Haagse tramnet voor de verbinding en uitbreiding van de wijken die verder van het centrum gelegen zijn. In 1864 kreeg Den Haag de eerste tramlijn van Nederland, en in 1866 de eerste interlokale tram van Nederland. Ook de stoomtram en de elektrische (accu)tram hadden hun primeur in Den Haag. Andere belangrijke ontwikkelingen waren de ontwikkeling van Den Haag als nationale regeringsstad en die van Scheveningen als (internationale) badplaats.

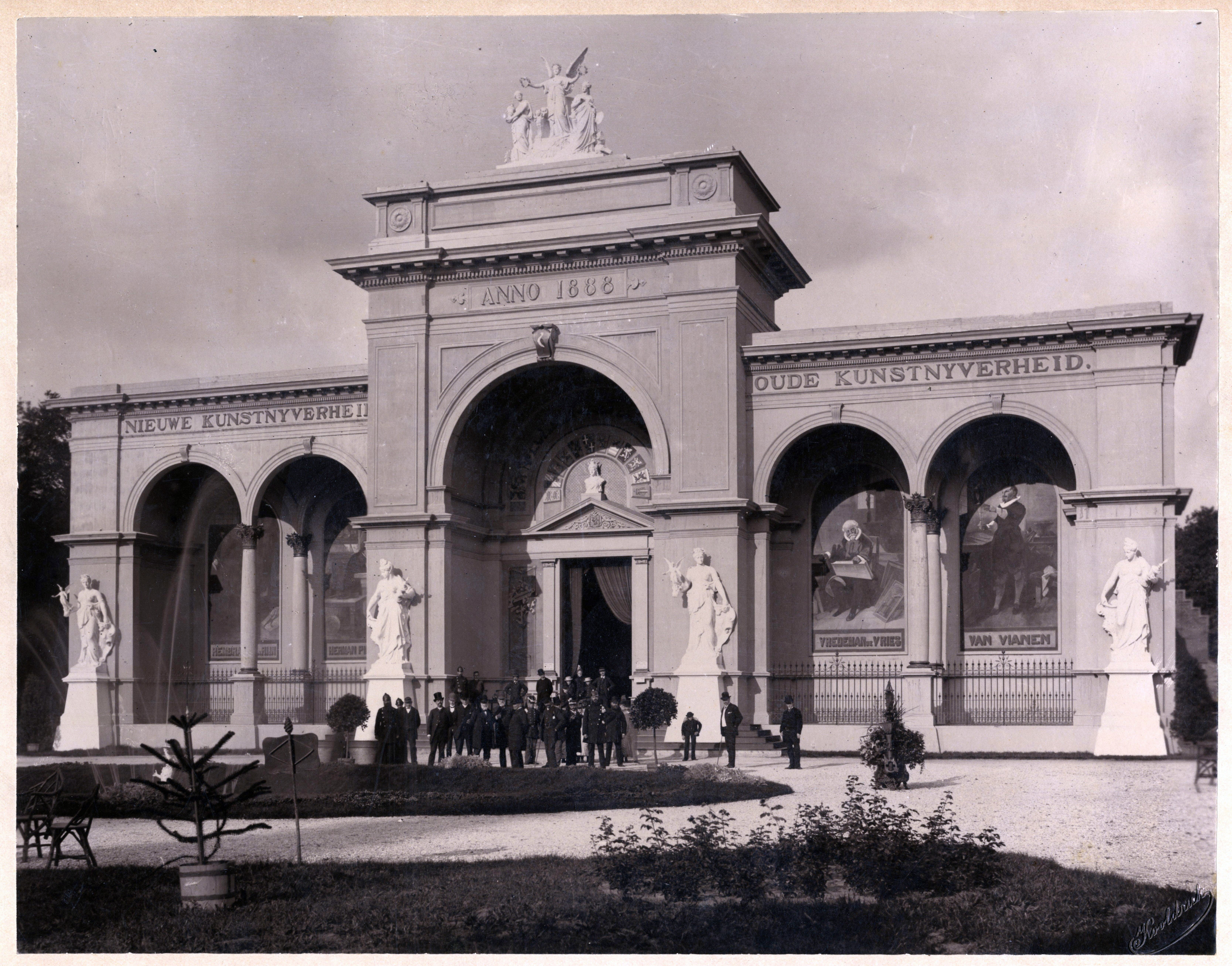
Hoofdingang op de Koekamp van de Nationale Tentoonstelling Oude en Nieuwe Kunstnijverheid in 1888

### Stadsuitbreidingen
In 1834 werd Den Haag uitgebreid met het Rijswijkse gehucht 't Sluijsje, gelegen aan de zuidgrens van Den Haag, nabij het Rijswijkseplein. Toen station Hollands Spoor werd aangelegd, gebeurde dat aanvankelijk nog op Rijswijks grondgebied. Enkele jaren later zou in 1844 een stuk Rijswijks grondgebied worden geannexeerd vanaf het Rijswijkseplein. Het inwonertal van Den Haag was toen ruim 70.000. Omstreeks 1870 zou het aantal van 100.000 worden gehaald, en rond 1900, in de fin-de-siècle-tijd van Louis Couperus, telde de stad ongeveer 200.000 inwoners. Ten zuiden van de oude binnenstad ontstonden toen dichtbevolkte arbeiderswijken (Laakkwartier, Schilderswijk, enz.), terwijl tegen de duinkant nieuwe wijken voor de meer gefortuneerde burgers gebouwd werden: Statenkwartier, Duinoord, Archipelbuurt, enzovoort. In die tijd speelde Den Haag ook in kunstzinnig opzicht een belangrijke rol vanwege de schilders van de Haagse School. De explosieve groei van de Haagse bevolking zorgde ervoor dat op eigen grondgebied niet langer in nieuwe woningen konden worden voorzien. De stad was volgebouwd. Om toch in voldoende woningen te kunnen voorzien werd in 1907 een stuk land van de gemeente Wassenaar geannexeerd, ten behoeve van de aanleg van de wijk Benoordenhout. De voormalige gemeente Loosduinen werd in 1923 samengevoegd met Den Haag.

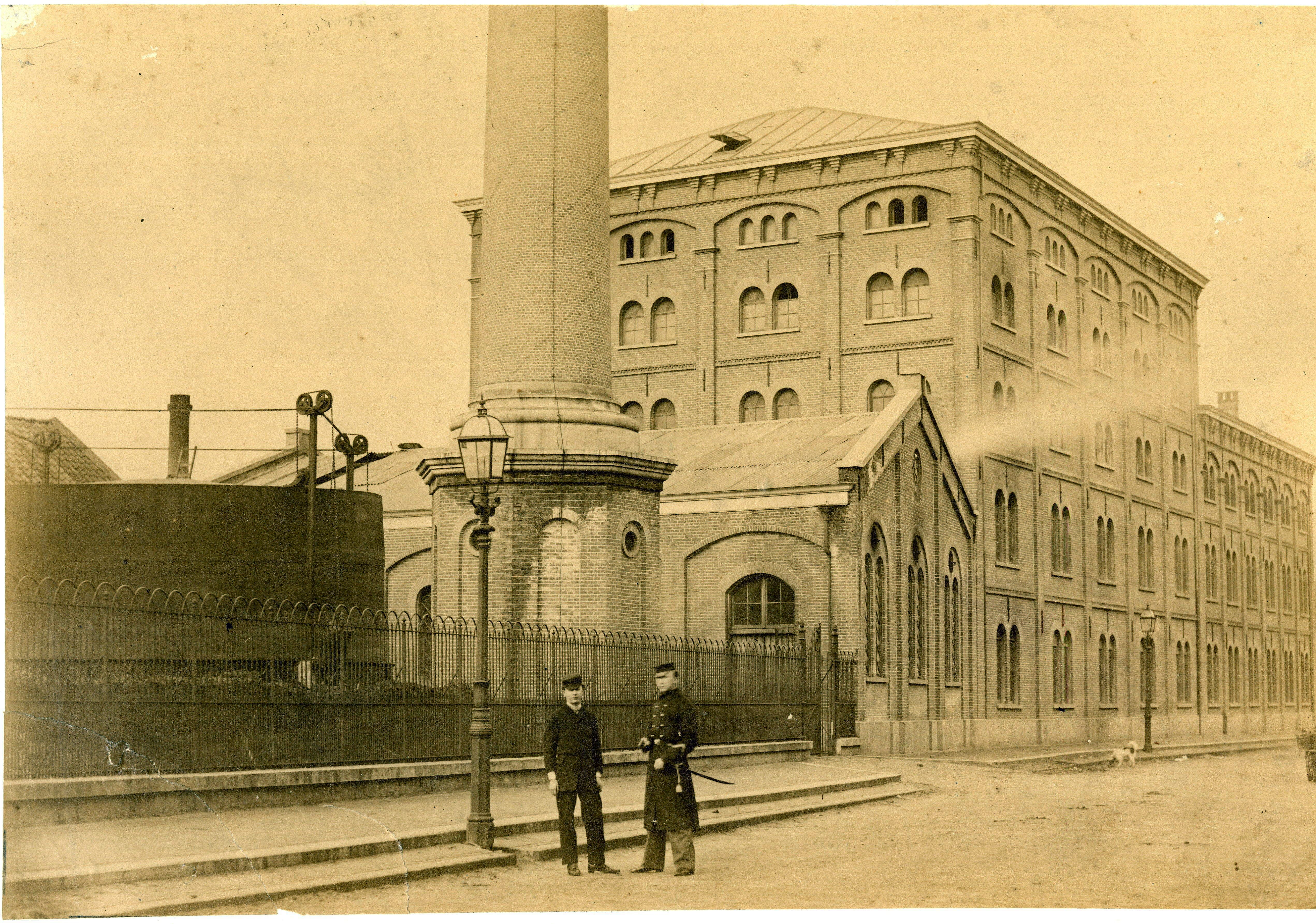
Stoom Brood- en Meelfabriek, Groenewegje, Den Haag

### Lokale economie
In de negentiende eeuw groeide met de omvang van de Nederlandse bevolking ook de nationale overheid. Er werden grote rijkskantoren gebouwd die het aanzien van Den Haag steeds meer gingen bepalen. Tegelijkertijd onderging ook Den Haag de Industriële Revolutie, die in Nederland laat op gang was gekomen. Er vestigden zich fabrieken zoals ijzergieterij en –pletterij Enthoven in 1823, meubelfabriek Pander in 1855, die naast meubels ook vliegtuigen bouwde, en Plateelbakkerij Rozenburg in 1883.
In de loop van de negentiende eeuw trok de vissersplaats Scheveningen geleidelijk meer toeristen, die vooral op het brede zandstrand afkwamen. Er werden imposante nieuwe hotels gebouwd als het Hotel d'Orange en het Kurhaus, dat vaak door voorname buitenlandse gasten werd bezocht. Hierdoor kreeg de badplaats een mondaine uitstraling. Ook het culturele leven, zowel dat van Scheveningen als Den Haag, profiteerde hiervan. Op het Malieveld en de Koekamp vindt in 1888 de grootse Nationale Tentoonstelling Oude en Nieuwe Kunstnijverheid plaats. Er wordt een compleet dorp gebouwd met gebouwen in diverse Nederlandse bouwstijlen en er worden typisch Nederlandse kunst- en nijverheidsproducten gepresenteerd. 

### Internationale conferenties
In 1872 was Den Haag de locatie van het vijfde congres van de Eerste Internationale, waar de splitsing plaatsvond tussen de anarchisten (Michail Bakoenin) en de marxisten (Karl Marx).
In 1893 vond in Den Haag de eerste Haagse Conferentie voor Internationaal Privaatrecht plaats, die leidde tot de permanente vestiging in deze stad van de gelijknamige organisatie. In 2015 telde zij onder haar leden 79 staten en de Europese Unie. Deze organisatie is de oudste nog steeds bestaande wereldwijde organisatie die zich in Den Haag heeft gevestigd.
In 1899 werd in Den Haag de eerste Haagse Vredesconferentie gehouden, die leidde tot de oprichting van het Permanent Hof van Arbitrage, dat in Den Haag gevestigd werd. De Amerikaanse staalmagnaat Andrew Carnegie schonk een bedrag van $ 1.500.000 (omgerekend zo'n 23 miljoen euro) voor de bouw van het Vredespaleis (gebouwd tussen 1907 en 1913), waarin dit hof zou zetelen. Later werd ook het Internationaal Gerechtshof in het Vredespaleis gevestigd.

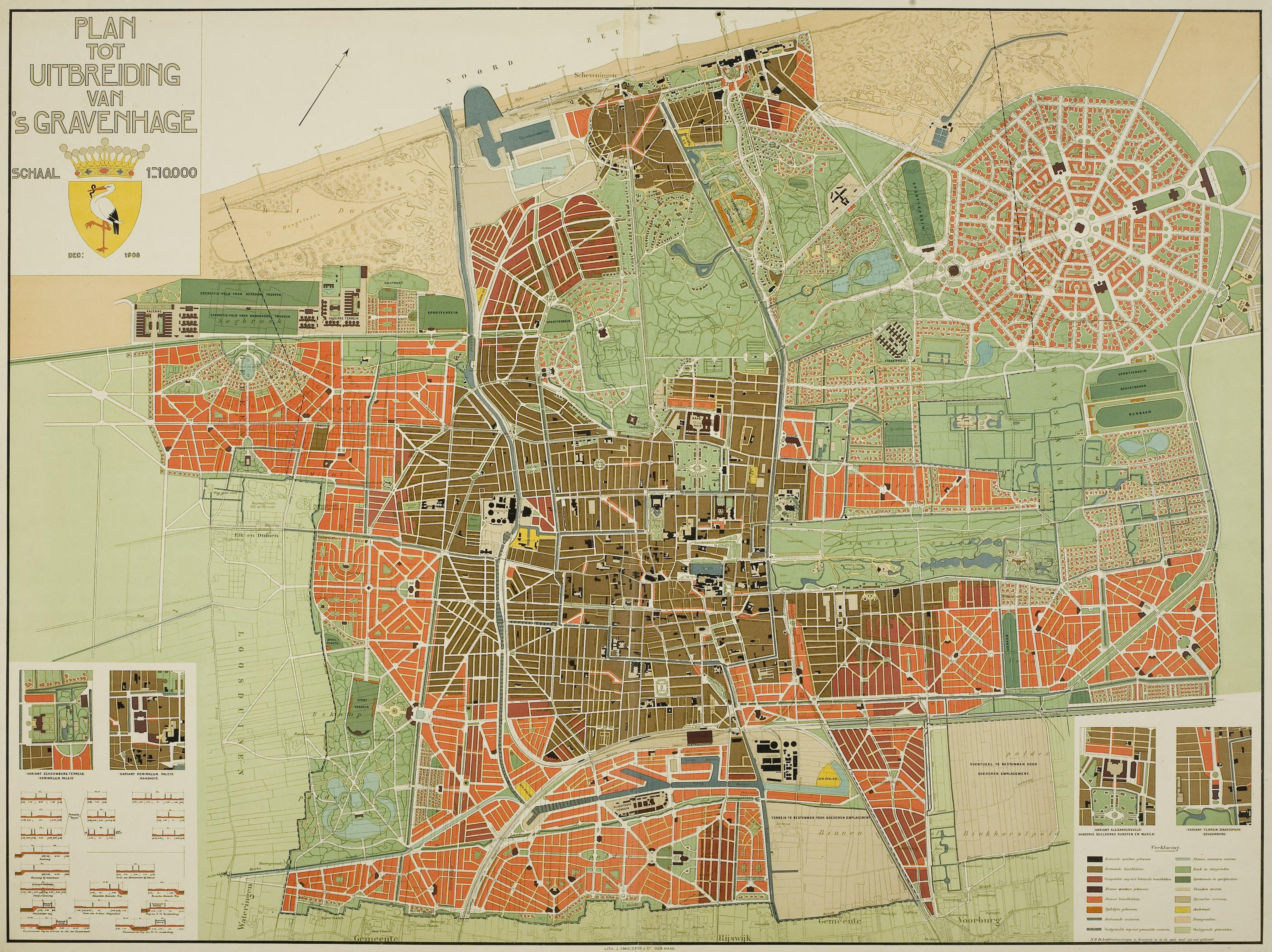
Uitbreidingsplan van Berlage uit 1908

## 20e eeuw

### Eerste Wereldoorlog

#### Militairen in het Haagse straatbeeld
Hoewel Nederland neutraal bleef na het uitbreken van de Eerste Wereldoorlog in 1914, zou deze oorlog grote invloed krijgen op het dagelijkse leven. Ook Den Haag ontkwam daaraan niet. Het leger werd gemobiliseerd en Haagse mannen werden onder de wapenen geroepen. In de Scheveningse haven werd een bataljon Infanterie gestationeerd om toezicht te houden en op diverse plekken langs de kust van Scheveningen werden verdedigingswerken opgericht. Ook op de Scheveningse pier hielden soldaten de wacht. De kazernes in Den Haag werden gevuld met manschappen en al snel bleek uitbreiding noodzakelijk. Zo werd Legerkamp Waalsdorp uitgebreid met een tentenkamp, waarin 3.500 Nederlandse militairen werden gehuisvest. In de duinen werd geoefend door de veldartillerie. De soldaten moesten verplicht in de kazernes slapen, terwijl sommige officieren bij mensen thuis werden ingelegerd. Op 22 september 1914 werden ten westen van Scheveningen drie Britse pantserkruisers, de Aboukir, de Hogue en de Cressy, door een Duitse onderzeeër tot zinken gebracht, waarbij 1.459 opvarenden om het leven kwamen. Tientallen slachtoffers werden begraven op een ereveld op de Algemene Begraafplaats aan de Kerkhoflaan. 

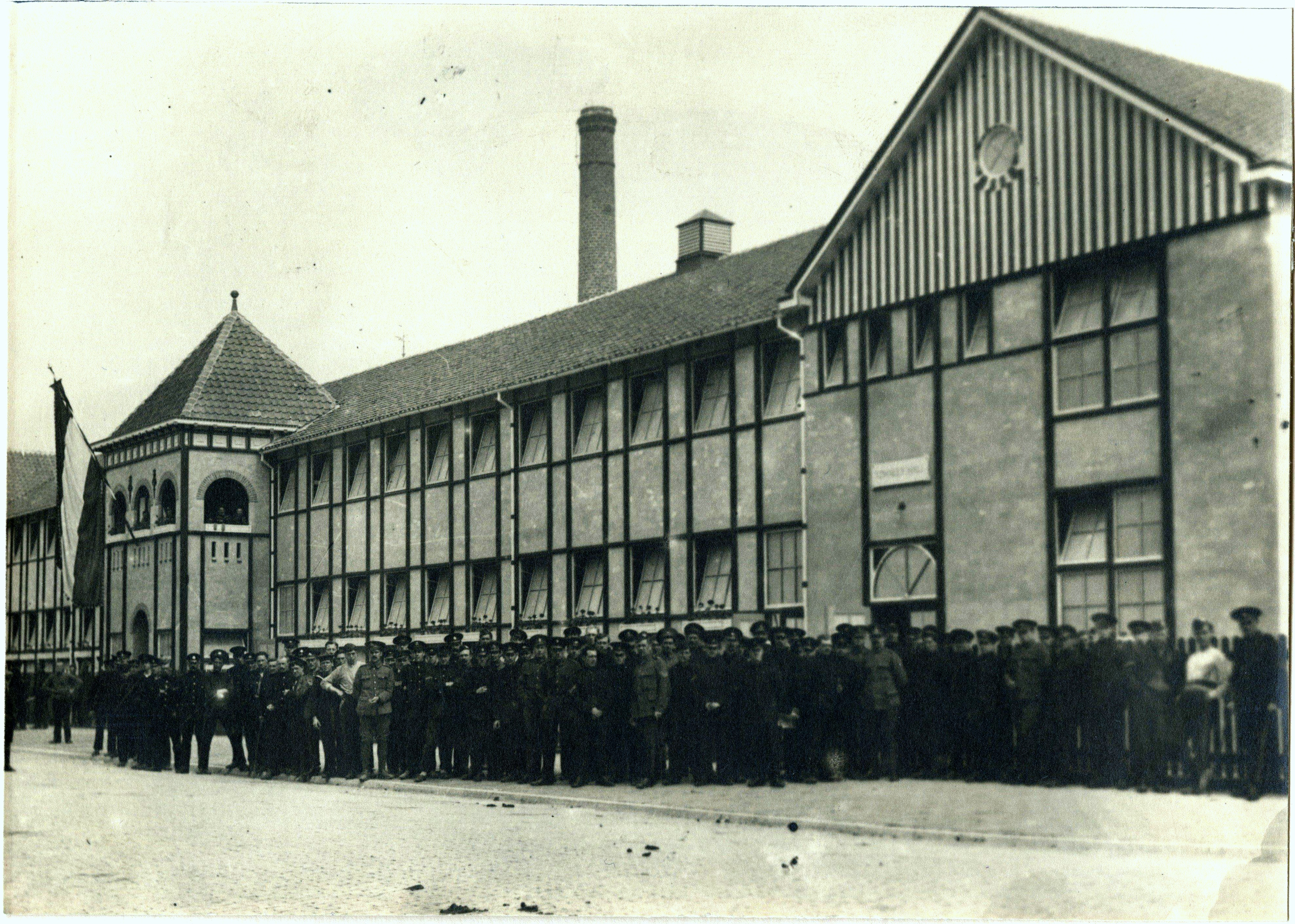
Bachmanstraat, 1918: “Townley Hall” met geïnterneerde Engelse militairen

#### Het Haagse leven in oorlogstijd
De oorlogshandelingen in het buitenland werden door de bevolking nauwlettend gevolgd en er was vrees of de eigen neutraliteit wel zou worden gerespecteerd. Er werden steuncomités opgericht voor steun aan de eigen soldaten. Afhankelijk van berichten in kranten over tekorten, werden inzamelingen georganiseerd. In de stad was veel militair vertoon; parades, demonstraties van militair kunnen, muzikale optredens en transporten van soldaten en militaire goeden. In Park Zorgvliet werd in 1915 een aantal overdekte loopgraven met schuilplaatsen ingericht door soldaten van het 1e bataljon Regiment Grenadiers. De inkomsten uit de toegangskaarten werden ter beschikking gesteld aan de Nationale Vereeniging tot steun aan Miliciens. (een milicien is een dienstplichtig militair) Gedurende de loop van de oorlogstijd ontstonden tekorten aan basisbehoeften. Voedsel en kolen gingen op rantsoen en in de winter van 1916-1917 werden er hongeroptochten gehouden. Warm water werd uit tankwagens verkocht voor drie cent per emmer. Er werden gemeentelijke Centrale Keukens opgezet om goedkoop voedsel te verstrekken, onder andere in de Cartesiusstraat en aan de Turfmarkt. Begin 1918 braken er voedselrellen en vonden plunderingen plaats, onder meer op de Dagelijkse Groenmarkt en in de Prinsestraat. Straten werden opgebroken en er werd geschoten, waarbij doden en gewonden vielen. Eind 1918 brak een epidemie van de Spaanse griep uit, die aan honderden inwoners van Den Haag het leven zou kosten.

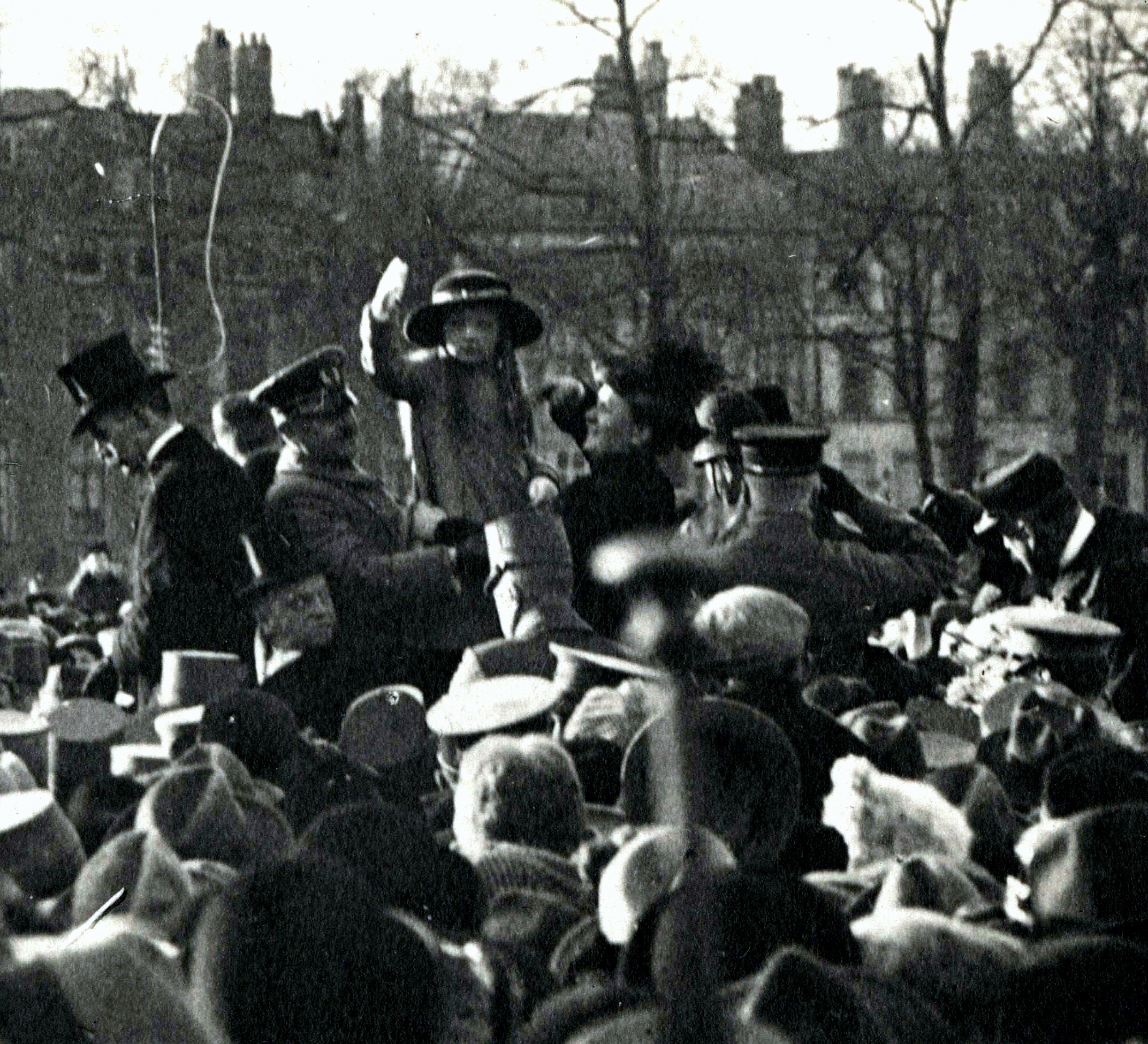
1918: Pro-Oranje demonstratie op het Malieveld, na het mislukken van de revolutiepoging door Troelstra. Prinses Juliana, ondersteund door onder andere haar moeder koningin Wilhelmina, wuift naar het aanwezige publiek

#### Vluchtelingen en geïnterneerden in Den Haag
In 1914 komen de eerste oorlogsvluchtelingen aan in Den Haag. Op 25 augustus 1914 arriveerde een trein op Station Den Haag Staatsspoor, waarin 62 vluchtelingen uit de Belgische plaats Wezet; vrouwen en kinderen, variërend in leeftijd van 8 dagen oud tot 72 jaar. Het Duitse leger had, uit woede over de tegenstand door een groepje gendarmes, de hele stad tot de grond toe afgebrand. De mannen en jongens waren door de Duitsers afgevoerd. De vluchtelingen werden opgevangen in hotels in de binnenstad en bij het Leger des Heils. Hotels in Scheveningen waren niet bruikbaar, aangezien deze niet over verwarming beschikten. In januari 1915 telde Den Haag 6.700 vluchtelingen. Dit aantal liep op tot 10.870 in januari 1917. In Scheveningen werd aan het einde van de Statenlaan, bij de Duinstraat een houten dorp opgebouwd, om de Belgische vluchtelingen te huisvesten, met een weeshuis, school en kerk. De gemeente leverde de materialen aan, terwijl de Belgen zelf alles opbouwden. Ze konden er gratis wonen; de gemeente stond de grond kosteloos in bruikleen af. Gelijktijdig voorzag de gemeente nabij dezelfde locatie in tachtig nieuwe gemeentewoningen om de woningnood onder de Scheveningse bevolking op te vangen.
Ook krijgsgevangenen belandden in Den Haag. Duizenden Engelsen en Belgen die in Nederlandse krijgsgevangenschap belandden, zaten door het land verspreid opgesloten in interneringskampen. Dit was overeenkomstig de Vijfde- en de Dertiende Conventie van de Tweede Vredesconferentie van Den Haag in 1907. Velen onder hun raakten door de langdurige gevangenschap in psychische problemen. Een deel van deze militairen werd vanaf 1917 in Den Haag ondergebracht om te herstellen. Officieel nog steeds geïnterneerd, maar met grotere vrijheid van beweging. In de Bachmanstraat verrees een kazerne voor 1.200 gevangen Engelse militairen, welke de naam “Townley Hall” kreeg. Het werd op 4 mei 1918 geopend door de Engelse gezant Sir Walter Townley (1863-1945), naamgever van het gebouw, Generaal-majoor Marcus Onnen (1853-1918), belast met de internering van krijgsgevangenen in Nederland en Brigadegeneraal A. Graham Thomson, de commandant van de Engelse krijgsgevangenen. Aan de Tapijtweg verrees een ziekenhuis voor Engelse geïnterneerde krijgsgevangenen, genaamd “The New Hospital”.

#### Poging tot revolutie
Aan het einde van de Eerste Wereldoorlog braken in diverse Europese landen revoluties uit. In Nederland deed Pieter Jelles Troelstra, SDAP-fractievoorzitter in de Tweede Kamer, in november 1918 een onsuccesvolle poging tot een revolutie in Nederland. De regering besloot tot extra bewaking bij de ministeriegebouwen en koninklijke paleizen. Weliswaar bestond ook in Den Haag sociale onvrede onder de bevolking; in het traditioneel Oranjegezinde Den Haag kreeg de revolutiepoging minder steun dan in sommige andere steden. Op 18 november 1918 werd door de Haagse burgemeester Jacob Patijn, als blijk van steun aan het Huis Oranje-Nassau, een demonstratie georganiseerd op het Malieveld, waar koningin Wilhelmina en prinses Juliana werden toegejuicht door het volk.

### Tweede Wereldoorlog

#### Slag om Den Haag

10 mei 1940: Duitse bombardementen en landingen van parachutisten in de omgeving van Den Haag

Op 10 mei 1940 bracht een bombardement op de Nieuwe Alexanderkazerne en het nabijgelegen Legerkamp Waalsdorp de oorlog naar Den Haag. Daarbij kwamen respectievelijk 66 en 58 militairen om het leven. In de daarop volgende dagen werd er fel gevochten rond de vliegvelden in de omgeving van de stad. Het verzet door Nederlandse troepen was echter te groot en de doelen van de aanvallen, een snelle inname van de vliegvelden en de gevangenneming van koningin en regering, mislukten.

#### Bezettingstijd

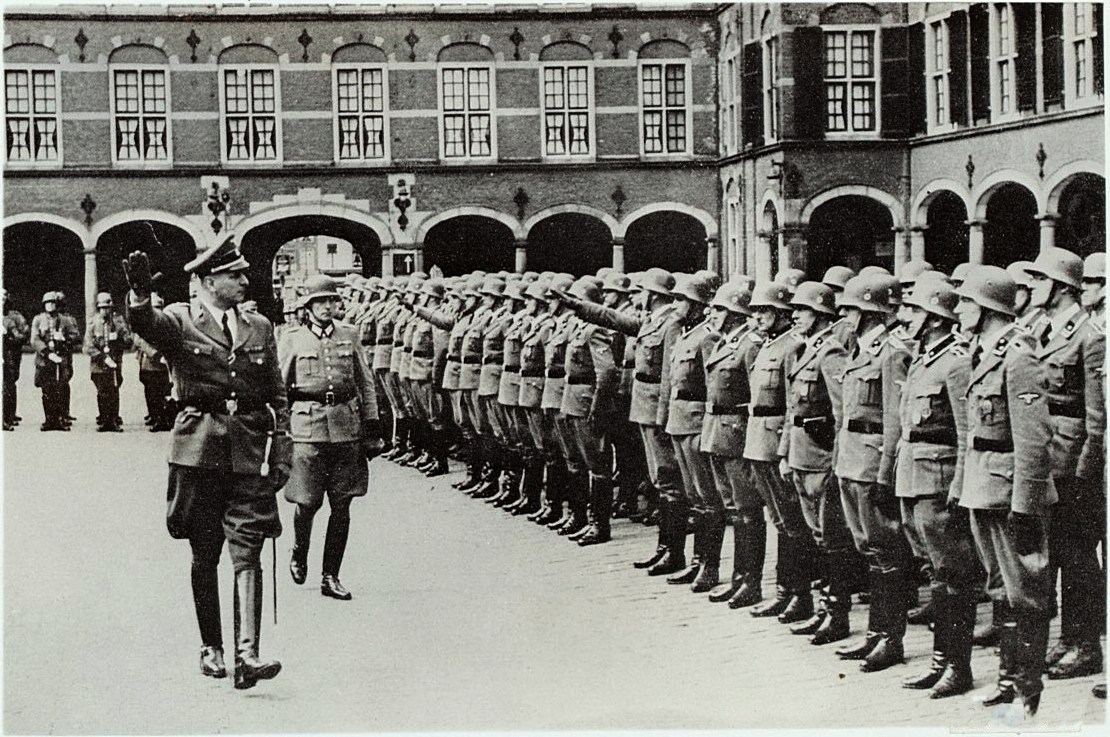
29 mei 1940: Duitse troepen op het Binnenhof tijdens de installatie van Arthur Seyss-Inquart als Rijkscommissaris voor het bezette Nederland

Nederland capituleerde desondanks op 15 mei en (ook) Den Haag werd door Duitse troepen bezet. Kort na de inval zouden vierenveertig Hagenaars zelfmoord plegen, onder wie dertig Joden. Onder hen waren Tweede Kamerlid Bob van Gelderen en gemeenteraadslid Michel Joëls. Tijdens de Duitse bezetting (1940 - 1945) werden ongeveer 15.000 van de meer dan 17.000 Haagse Joden vermoord. De beide NSB-burgemeesters die Den Haag in die periode kende hebben hier met het Haagse politiekorps een actieve rol in gehad. De gegevens over Joden en Joodse bedrijven werden verzameld door commissaris Hol. De gevangenis van Scheveningen zou bekend komen te staan als het Oranjehotel, vanwege de grote aantallen verzetsstrijders die er tijdens de bezetting werden opgesloten. Velen van hen zouden worden geëxecuteerd op de vlakbij gelegen Waalsdorpervlakte. Ten behoeve van de aanleg van de Atlantikwall werden grote delen van Den Haag en Scheveningen door de Duitsers met de grond gelijk gemaakt. Zo'n 30.000 mensen verloren daardoor hun huis. Vanaf eind 1943 worden door de bezetters vanuit Den Haag raketten afgevuurd naar Engeland. De lanceeropstellingen staan verdekt opgesteld in diverse woonbuurten en parken. Als gevolg van mislukte lanceringen zouden tientallen burgers om het leven komen en een groot aantal huizen vernietigd worden. 
Omdat de bezetters dankzij het bestaan van het centrale bevolkingsregister in Den Haag een sterk wapen hadden tegen het vervalsen van persoonsdocumenten door het verzet, werd op 11 april 1944 door de RAF een precisiebombardement uitgevoerd. Het had tot doel het centrale bevolkingsregister te vernietigen. Daarbij vielen er 62 doden en 23 zwaargewonden. Ook werd er een slag in het Haagse stadsbeeld geslagen. Uit militair gezichtspunt was de aanval een succes, hoewel minder dan de helft van de documenten werd vernietigd. 
Door de Landsdrukkerij aan de Fluwelen Burgwal werden de Nederlandse persoonsbewijzen gedrukt. Het verzet had grote belangstelling om ongebruikte exemplaren te bemachtigen, waardoor ze in staat waren om onderduikers een nieuwe identiteit te verschaffen. Om die reden werd op 29 april 1944 een overval uitgevoerd, waarbij het verzet vellen met in totaal 10.000 persoonsbewijzen wisten buit te maken.
In september 1944 moesten alle bewoners in de buurt Marlot hun huis verlaten op last van de bezetter. De Waffen-SS plaatste in deze buurt V2-raketinstallaties, waardoor er het risico van bombardementen door de geallieerden ontstond. De Parkflat Marlot werd onteigend voor de vestiging van een commandopost en inkwartiering van militairen. Bombardementen vonden ook daadwerkelijk plaats, toen op kerstavond 1944 door Spitfires een precisiebombardement werd uitgevoerd, waarbij de verblijven in de flats werden getroffen. Vanaf die dag zouden de geallieerden op elke heldere dag proberen de Duitse installaties en commandopost in Marlot uit te schakelen, hetgeen overigens slechts minimaal lukte.
Op 21 november 1944 vond in Den Haag een grote razzia plaats in het kader van de Arbeitseinsatz, genaamd Operatie Sneeuwvlok, waarbij circa 13.000 Haagse mannen van 17 tot 40 jaar oud werden opgepakt, om vervolgens als dwangarbeider te worden afgevoerd. Een aanzienlijk deel van hen zou daarbij de dood vinden. Tegen het eind van de Tweede Wereldoorlog, op 3 maart 1945, kwamen tijdens een geallieerd bombardement 510 mensen om het leven en werden duizenden anderen dakloos. Het bombardement werd uitgevoerd door de geallieerden en had als doel de vernietiging van de mobiele V-2-lanceerinrichtingen van de Duitsers, maar de bommen vielen een paar honderd meter te ver naar het oosten.

#### Bevrijding
Op 8 mei 1945 werd Den Haag bevrijd door Canadese troepen en de Prinses Irene Brigade. Net als in de rest van Nederland begon in Den Haag een periode van zuiveringen waarbij de samenleving werd gedenazificeerd. De wijk Duindorp in Scheveningen, die tijdens de bezetting door de Duitsers geheel was ontruimd, werd ingericht als gevangenkamp voor NSB'ers en collaborateurs, die er moesten wonen in afwachting van strafrechtelijk onderzoek en mogelijke berechting.

### Wederopbouw (1945-1965)

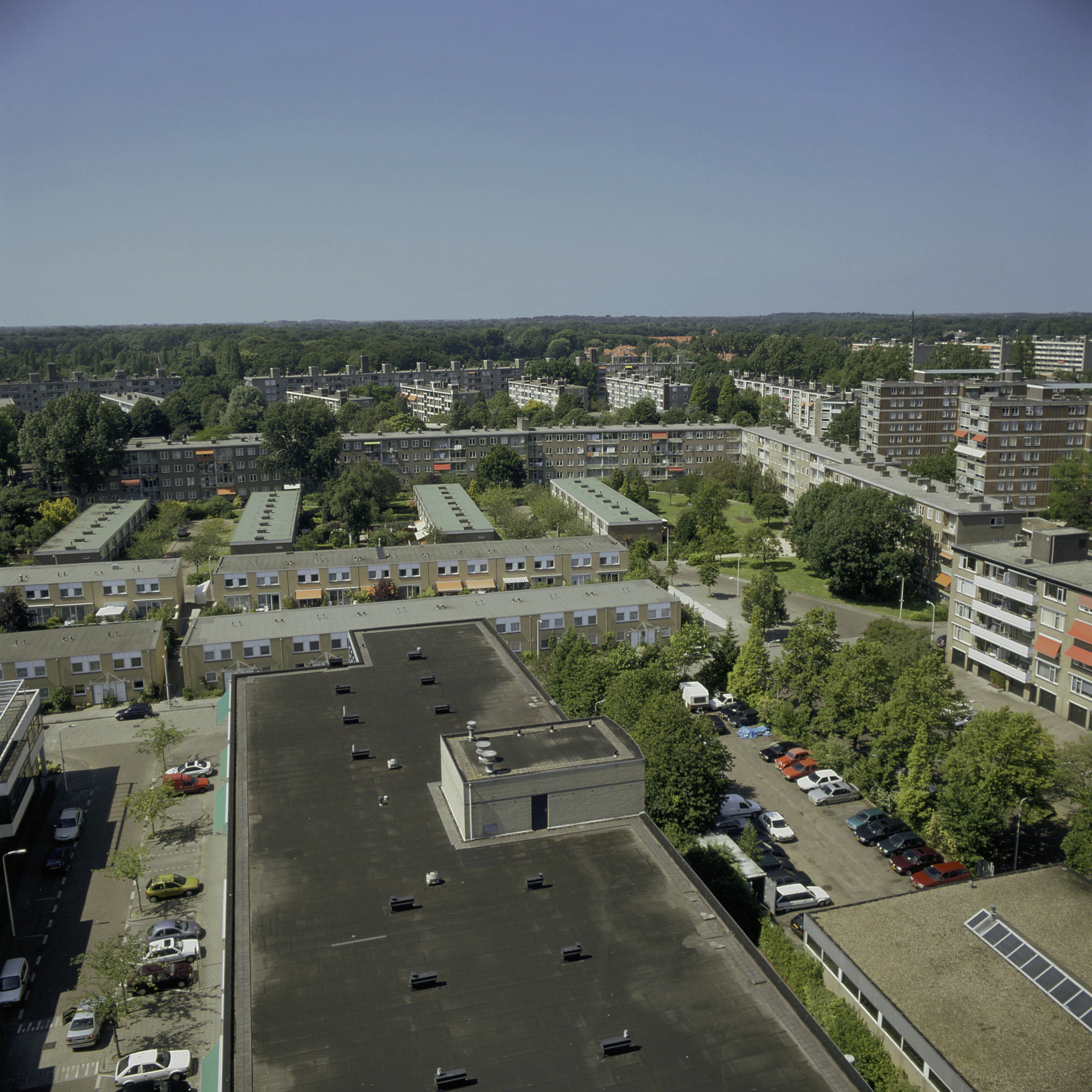
Zicht op de wijk Mariahoeve (2002)

Aan het eind van de Tweede Wereldoorlog waren grote delen van Den Haag verwoest. In korte tijd werden daarom hele wijken uit de grond gestampt, op plekken waar de oorlog gaten had geslagen. In deze wederopbouwperiode werd het verwoeste Bezuidenhout herbouwd en ook de strook tussen Scheveningen en Den Haag die voor de Duitse verdedigingswerken waren gesloopt, werd aan de stad teruggegeven voor woningbouw. In Scheveningen en in de duinen werden vele bunkers, tankgrachten en betonnen muren gesloopt. Ook moesten in de duinen vele landmijnen en munitie worden opgeruimd. De stranden stonden vol met versperringen, die landingen van de geallieerden hadden moeten hinderen.
Een ander gevolg van de bevrijding was een snelle groei van de bevolking. Het herstelde vertrouwen in de toekomst zorgde voor een geboortegolf, die nog meer woningbouw noodzakelijk maakte. De wijk Mariahoeve, in het noorden van Den Haag, waarvoor al ver voor de oorlog de eerste plannen waren gemaakt, kwam vanaf 1958 tot stand naar een plan van Willem Dudok en kon duizenden mensen van een nieuwe woning voorzien. Aan de andere kant van het centrum werd Den Haag Zuid-West uit de grond gestampt. Deze grote wijk ca. 100.000 inwoners kreeg rond de Leyweg een nieuw centrum; compleet met warenhuis, bioscoop, een grote kerk en ziekenhuis.
Op 1 januari 1960 telde Den Haag 605.876 inwoners. In de veertig jaar daarna zou dit aantal echter drastisch teruggelopen tot iets meer dan 441.000 inwoners in 1999.

### Jaren zeventig

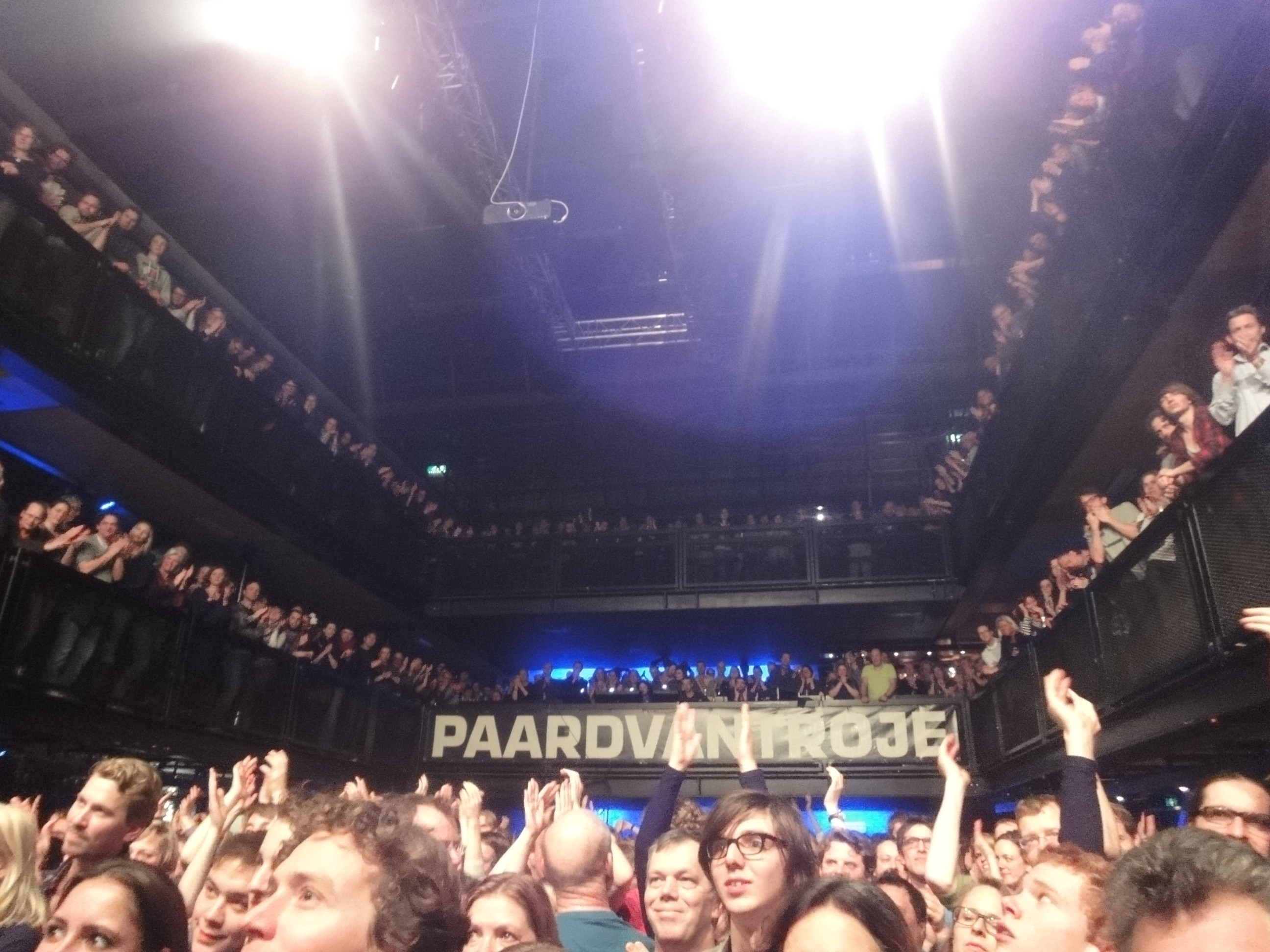
Interieur poppodium Paard van Troje in 2012

In de jaren zeventig bereikt de Haagse rockmuziekcultuur een hoogtepunt. De Haagse rockband Shocking Blue haalde in 1970 met het nummer Venus een nummer 1-notering in de Verenigde Staten. In de jaren zeventig zou ook de Haagse rockband Golden Earring internationaal doorbreken en in 1972 opent poppodium Paard van Troje aan de Prinsegracht. 
De tweede helft van de jaren zeventig bleek een ommekeer te zijn voor de populair geworden bioscopen. De steeds beter betaalbare televisie verdrong dit medium steeds verder van de markt. Bioscopen Kriterion en Flora sloten in 1974 hun deuren en in 1976 volgde bioscoop Olympia. In 1978 brandde Cinema Royal uit. 
De gijzeling in Franse ambassade in 1974 door het Japanse Rode Leger liet zien dat Den Haag, net als andere regeringssteden, niet vrij van terreurdaden zou blijven. Een ander dieptepunt was op 22 maart 1979, toen de Engelse ambassadeur Richard Sykes en zijn 19-jarige Nederlandse bediende Karel Straub werden doodgeschoten door twee mannen, voor de deur van de Engelse residentie aan het Westeinde. Hoewel aangenomen werd dat het Provisional Irish Republican Army verantwoordelijk was, zijn de daders nooit gepakt. In de zomer van dat jaar vonden er in Spoorwijk en Scheveningen de zogenaamde “zomerrellen” plaats. 
Het tramnetwerk werd in de jaren zeventig aanzienlijk uitgebreid en in 1976 werd, na oplevering van het tramplatform, het Station Den Haag Centraal officieel geopend door Prinses Beatrix en Prins Claus.

### Jaren tachtig
De plannen van het Kabinet Lubbers voor het in Nederland stationeren van Amerikaanse kruisraketten met een nucleaire lading, leidden tot de omvangrijkste betogingen uit de Nederlandse geschiedenis. Deze beweging kwam bekend te staan onder de naam Hollanditis. Zo vond er op zaterdag 29 oktober 1983 in Den Haag een vredesdemonstratie plaats waaraan 550.000 mensen deelnamen. In het Haagse Zuiderpark sprak Prinses Irene zich openlijk uit tegen de kernwapens.

### Jaren negentig
Het gebied van de Vinexwijk Wateringse Veld werd in 1994 van de gemeente Wateringen geannexeerd. In de binnenstad werd in 1995 een geheel nieuw stadhuis in gebruik genomen: het door Richard Meier ontworpen IJspaleis. Het jaar er op startte de bouw van de tramtunnel, die door tegenslagen pas in 2004 opgeleverd werd.

## 21e eeuw

### Stadsontwikkeling en bevolking
Met ingang van 1 januari 2002 zijn de nieuwbouwwijken Leidschenveen en Ypenburg als gevolg van grenscorrecties toegewezen aan Den Haag, ten koste van Leidschendam, Nootdorp, Pijnacker, Rijswijk en Voorburg. De eerste huizen werden in het nieuwe stadsdeel vanaf 1997 gebouwd. Tegelijkertijd werd (mede door de gemeente) ingezet op hoogbouw, aangezien toen al bekend was dat Leidschenveen-Ypenburg de laatste uitleggebieden zouden zijn. Mede door het geanticipeerde ruimtegebrek is een skyline ontstaan. Het bevolkingsaantal nam na decennia van krimp weer toe en in 2016 was het aantal inwoners boven de 520.000 uitgekomen.

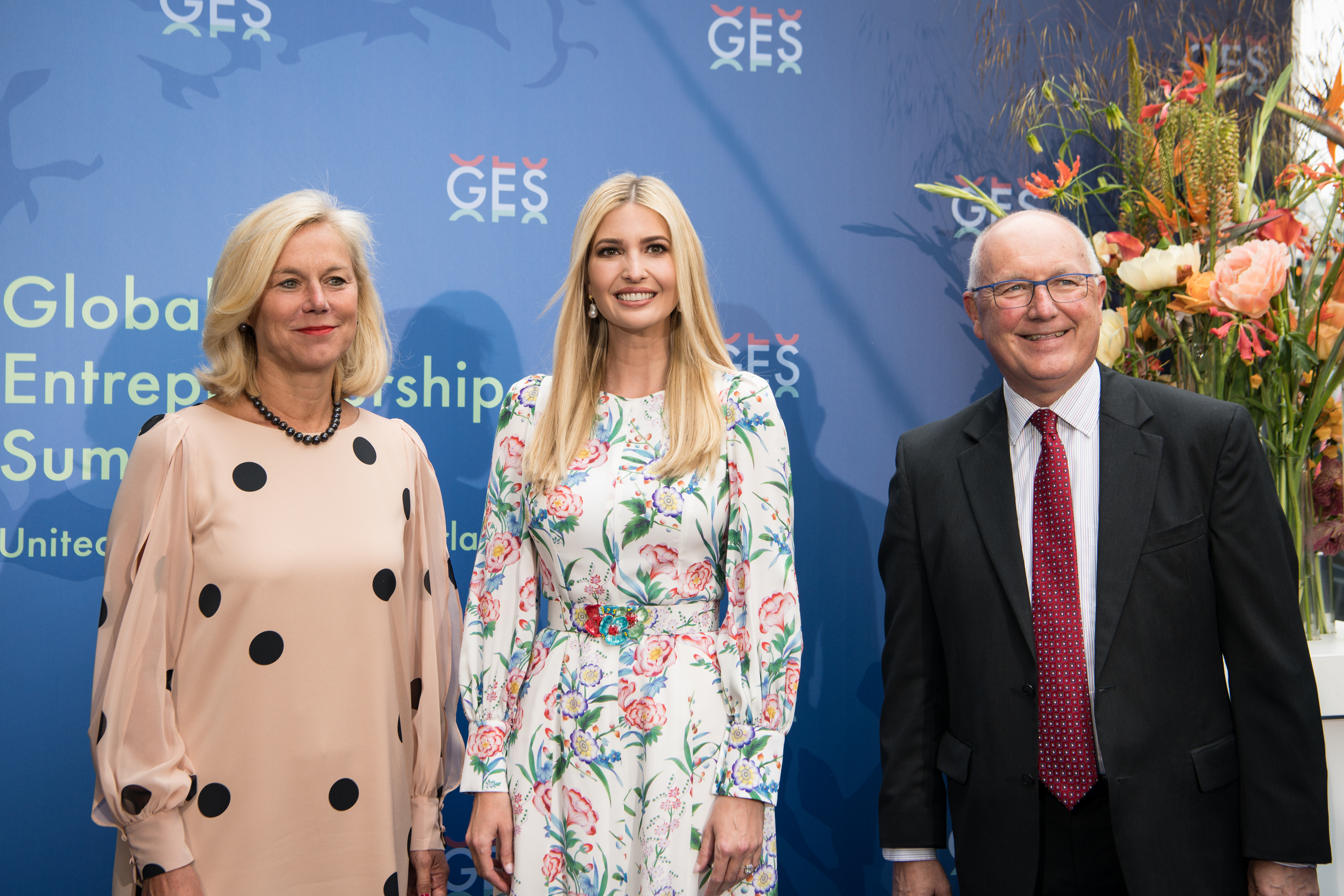
Sigrid Kaag, Ivanka Trump en Pete Hoekstra tijdens de GES The Hague 2019.

### Internationaal Recht en economie
In 2002 wordt het Internationaal Strafhof opgericht, met als zetel Den Haag. Ook Eurojust, een agentschap van de Europese Unie ter ondersteuning van Europese gerechtelijke autoriteiten, wordt in hetzelfde jaar in Den Haag gevestigd. Deze en ook andere nieuwe vestigingen van internationale organisaties, geven Den Haag steeds meer bekendheid als “stad van internationaal recht”. De lange geschiedenis van internationaal recht in Den Haag, is de aanleiding dat in 2012 per Koninklijk Besluit aan de stad een wapenspreuk wordt verleend, als toevoeging aan het gemeentewapen: Vrede en Recht. De voor Den Haag belangrijke conferenties waren de Internationale Afghanistan-conferentie in maart 2009, Nuclear Security Summit 2014 en de Global Entrepreneurship Summit in juni 2019.

### Explosie in 2024
Op 7 december 2024 om 6.15 uur vond op de Tarwekamp in Den Haag een grote explosie plaats. Meerdere woningen werden verwoest. Er vielen zes doden en vijf gewonden.